# Nederlands voetbalsysteem
Het Nederlands voetbalsysteem, ook wel bekend als voetbalpiramide, is een serie van competities die met elkaar te maken hebben. Het systeem heeft een hiërarchisch profiel waarin clubs promoveren en degraderen van de ene naar de andere competitie (divisie of klasse). In totaal zijn er ongeveer 170 competities voor standaardteams, verdeeld over 10 niveaus. Het exacte aantal clubs varieert elk jaar omdat er clubs bij komen en verdwijnen. Gemiddeld zijn er minimaal 15 clubs per klasse, wat neerkomt op zo'n 2500 voetbalteams in het voetbalsysteem.
Naast dit systeem zijn er nog losse competities die onder de categorie Reserve klasse vallen. In de Reserve klasse competities spelen de overige teams van de clubs. Tevens speelt van enkele kleinere clubs het eerste team daarin.

## Het huidige systeem
Onderstaande tabel toont de structuur van het voetbalsysteem per 1 juli 2023 voor de standaardteams. Voor elke competitie de officiële naam en het aantal clubs dat erin speelt. Op vrijwel ieder niveau gelden er verschillende promotiemogelijkheden.
| Niveau | Naam           | Naam           | Naam           | Divisie/klasse            | Divisie/klasse            | Divisie/klasse            | Divisie/klasse            | Divisie/klasse            | Divisie/klasse            | Divisie/klasse            | Divisie/klasse            | Divisie/klasse            | Divisie/klasse            | Divisie/klasse            | Divisie/klasse            | Divisie/klasse            | Divisie/klasse            | Divisie/klasse            | Divisie/klasse            | Divisie/klasse            | Divisie/klasse            | Divisie/klasse            | Divisie/klasse            | Divisie/klasse            | Divisie/klasse            | Divisie/klasse            | Divisie/klasse            |
| ------ | -------------- | -------------- | -------------- | ------------------------- | ------------------------- | ------------------------- | ------------------------- | ------------------------- | ------------------------- | ------------------------- | ------------------------- | ------------------------- | ------------------------- | ------------------------- | ------------------------- | ------------------------- | ------------------------- | ------------------------- | ------------------------- | ------------------------- | ------------------------- | ------------------------- | ------------------------- | ------------------------- | ------------------------- | ------------------------- | ------------------------- |
| 1      | Eredivisie     | Eredivisie     | Eredivisie     | Eredivisie 18 clubs       | Eredivisie 18 clubs       | Eredivisie 18 clubs       | Eredivisie 18 clubs       | Eredivisie 18 clubs       | Eredivisie 18 clubs       | Eredivisie 18 clubs       | Eredivisie 18 clubs       | Eredivisie 18 clubs       | Eredivisie 18 clubs       | Eredivisie 18 clubs       | Eredivisie 18 clubs       | Eredivisie 18 clubs       | Eredivisie 18 clubs       | Eredivisie 18 clubs       | Eredivisie 18 clubs       | Eredivisie 18 clubs       | Eredivisie 18 clubs       | Eredivisie 18 clubs       | Eredivisie 18 clubs       | Eredivisie 18 clubs       | Eredivisie 18 clubs       | Eredivisie 18 clubs       | Eredivisie 18 clubs       |
| 2      | Eerste divisie | Eerste divisie | Eerste divisie | Eerste divisie 20 clubs   | Eerste divisie 20 clubs   | Eerste divisie 20 clubs   | Eerste divisie 20 clubs   | Eerste divisie 20 clubs   | Eerste divisie 20 clubs   | Eerste divisie 20 clubs   | Eerste divisie 20 clubs   | Eerste divisie 20 clubs   | Eerste divisie 20 clubs   | Eerste divisie 20 clubs   | Eerste divisie 20 clubs   | Eerste divisie 20 clubs   | Eerste divisie 20 clubs   | Eerste divisie 20 clubs   | Eerste divisie 20 clubs   | Eerste divisie 20 clubs   | Eerste divisie 20 clubs   | Eerste divisie 20 clubs   | Eerste divisie 20 clubs   | Eerste divisie 20 clubs   | Eerste divisie 20 clubs   | Eerste divisie 20 clubs   | Eerste divisie 20 clubs   |
| 3      | Tweede divisie | Tweede divisie | Tweede divisie | Tweede divisie 18 clubs   | Tweede divisie 18 clubs   | Tweede divisie 18 clubs   | Tweede divisie 18 clubs   | Tweede divisie 18 clubs   | Tweede divisie 18 clubs   | Tweede divisie 18 clubs   | Tweede divisie 18 clubs   | Tweede divisie 18 clubs   | Tweede divisie 18 clubs   | Tweede divisie 18 clubs   | Tweede divisie 18 clubs   | Tweede divisie 18 clubs   | Tweede divisie 18 clubs   | Tweede divisie 18 clubs   | Tweede divisie 18 clubs   | Tweede divisie 18 clubs   | Tweede divisie 18 clubs   | Tweede divisie 18 clubs   | Tweede divisie 18 clubs   | Tweede divisie 18 clubs   | Tweede divisie 18 clubs   | Tweede divisie 18 clubs   | Tweede divisie 18 clubs   |
| 4      | Derde divisie  | Derde divisie  | Derde divisie  | Derde divisie A 18 clubs  | Derde divisie A 18 clubs  | Derde divisie A 18 clubs  | Derde divisie A 18 clubs  | Derde divisie A 18 clubs  | Derde divisie A 18 clubs  | Derde divisie A 18 clubs  | Derde divisie A 18 clubs  | Derde divisie A 18 clubs  | Derde divisie A 18 clubs  | Derde divisie A 18 clubs  | Derde divisie A 18 clubs  | Derde divisie B 18 clubs  | Derde divisie B 18 clubs  | Derde divisie B 18 clubs  | Derde divisie B 18 clubs  | Derde divisie B 18 clubs  | Derde divisie B 18 clubs  | Derde divisie B 18 clubs  | Derde divisie B 18 clubs  | Derde divisie B 18 clubs  | Derde divisie B 18 clubs  | Derde divisie B 18 clubs  | Derde divisie B 18 clubs  |
| 5      | Vierde divisie | Vierde divisie | Vierde divisie | Vierde divisie A 16 clubs | Vierde divisie A 16 clubs | Vierde divisie A 16 clubs | Vierde divisie A 16 clubs | Vierde divisie A 16 clubs | Vierde divisie A 16 clubs | Vierde divisie B 16 clubs | Vierde divisie B 16 clubs | Vierde divisie B 16 clubs | Vierde divisie B 16 clubs | Vierde divisie B 16 clubs | Vierde divisie B 16 clubs | Vierde divisie C 16 clubs | Vierde divisie C 16 clubs | Vierde divisie C 16 clubs | Vierde divisie C 16 clubs | Vierde divisie C 16 clubs | Vierde divisie C 16 clubs | Vierde divisie D 16 clubs | Vierde divisie D 16 clubs | Vierde divisie D 16 clubs | Vierde divisie D 16 clubs | Vierde divisie D 16 clubs | Vierde divisie D 16 clubs |
| 6      | Eerste klasse  | Eerste klasse  | Eerste klasse  | West I                    | West I                    | West I                    | West I                    | West II                   | West II                   | West II                   | West II                   | Zuid I                    | Zuid I                    | Zuid I                    | Zuid I                    | Zuid II                   | Zuid II                   | Zuid II                   | Zuid II                   | Oost                      | Oost                      | Oost                      | Oost                      | Noord                     | Noord                     | Noord                     | Noord                     |
| 6      | Eerste klasse  | Eerste klasse  | Eerste klasse  | 1 groep                   | 1 groep                   | 1 groep                   | 1 groep                   | 2 groepen                 | 2 groepen                 | 2 groepen                 | 2 groepen                 | 1 groep                   | 1 groep                   | 1 groep                   | 1 groep                   | 1 groep                   | 1 groep                   | 1 groep                   | 1 groep                   | 2 groepen                 | 2 groepen                 | 2 groepen                 | 2 groepen                 | 1 groep                   | 1 groep                   | 1 groep                   | 1 groep                   |
| 7      | Tweede klasse  | Tweede klasse  | Tweede klasse  | West I                    | West I                    | West I                    | West I                    | West II                   | West II                   | West II                   | West II                   | Zuid I                    | Zuid I                    | Zuid I                    | Zuid I                    | Zuid II                   | Zuid II                   | Zuid II                   | Zuid II                   | Oost                      | Oost                      | Oost                      | Oost                      | Noord                     | Noord                     | Noord                     | Noord                     |
| 7      | Tweede klasse  | Tweede klasse  | Tweede klasse  | 4 groepen                 | 4 groepen                 | 4 groepen                 | 4 groepen                 | 2 groepen                 | 2 groepen                 | 2 groepen                 | 2 groepen                 | 3 groepen                 | 3 groepen                 | 3 groepen                 | 3 groepen                 | 2 groepen                 | 2 groepen                 | 2 groepen                 | 2 groepen                 | 3 groepen                 | 3 groepen                 | 3 groepen                 | 3 groepen                 | 4 groepen                 | 4 groepen                 | 4 groepen                 | 4 groepen                 |
| 8      | Derde klasse   | Derde klasse   | Derde klasse   | West I                    | West I                    | West I                    | West I                    | West II                   | West II                   | West II                   | West II                   | Zuid I                    | Zuid I                    | Zuid I                    | Zuid I                    | Zuid II                   | Zuid II                   | Zuid II                   | Zuid II                   | Oost                      | Oost                      | Oost                      | Oost                      | Noord                     | Noord                     | Noord                     | Noord                     |
| 8      | Derde klasse   | Derde klasse   | Derde klasse   | 6 groepen                 | 6 groepen                 | 6 groepen                 | 6 groepen                 | 3 groepen                 | 3 groepen                 | 3 groepen                 | 3 groepen                 | 8 groepen                 | 8 groepen                 | 8 groepen                 | 8 groepen                 | 4 groepen                 | 4 groepen                 | 4 groepen                 | 4 groepen                 | 7 groepen                 | 7 groepen                 | 7 groepen                 | 7 groepen                 | 6 groepen                 | 6 groepen                 | 6 groepen                 | 6 groepen                 |
| 9      | Vierde klasse  | Vierde klasse  | Vierde klasse  | West I                    | West I                    | West I                    | West I                    | West II                   | West II                   | West II                   | West II                   | Zuid I                    | Zuid I                    | Zuid I                    | Zuid I                    | Zuid II                   | Zuid II                   | Zuid II                   | Zuid II                   | Oost                      | Oost                      | Oost                      | Oost                      | Noord                     | Noord                     | Noord                     | Noord                     |
| 9      | Vierde klasse  | Vierde klasse  | Vierde klasse  | 8 groepen                 | 8 groepen                 | 8 groepen                 | 8 groepen                 | 5 groepen                 | 5 groepen                 | 5 groepen                 | 5 groepen                 | 9 groepen                 | 9 groepen                 | 9 groepen                 | 9 groepen                 | 9 groepen                 | 9 groepen                 | 9 groepen                 | 9 groepen                 | 10 groepen                | 10 groepen                | 10 groepen                | 10 groepen                | 9 groepen                 | 9 groepen                 | 9 groepen                 | 9 groepen                 |
| 10     | Vijfde klasse  | Vijfde klasse  | Vijfde klasse  | West I                    | West I                    | West I                    | West I                    | West II                   | West II                   | West II                   | West II                   | Zuid I                    | Zuid I                    | Zuid I                    | Zuid I                    | Zuid II                   | Zuid II                   | Zuid II                   | Zuid II                   | Oost                      | Oost                      | Oost                      | Oost                      | Noord                     | Noord                     | Noord                     | Noord                     |
| 10     | Vijfde klasse  | Vijfde klasse  | Vijfde klasse  | 8 groepen                 | 8 groepen                 | 8 groepen                 | 8 groepen                 | 5 groepen                 | 5 groepen                 | 5 groepen                 | 5 groepen                 | 10 groepen                | 10 groepen                | 10 groepen                | 10 groepen                | 7 groepen                 | 7 groepen                 | 7 groepen                 | 7 groepen                 | 12 groepen                | 12 groepen                | 12 groepen                | 12 groepen                | 11 groepen                | 11 groepen                | 11 groepen                | 11 groepen                |

## Voormalige voetbalsystemen

### 1888–1890
| Niveau | Klasse         |
| ------ | -------------- |
| 1      | 1e klasse West |

### 1890–1893
| Niveau | Klasse         |
| ------ | -------------- |
| 1      | 1e klasse West |
| 2      | 2e klasse West |

### 1893–1894
| Niveau | Klasse         | Klasse         |
| ------ | -------------- | -------------- |
| 1      | 1e klasse West |                |
| 2      | 2e klasse West | 2e klasse Oost |
| 3      | 3e klasse West |                |

### 1894–1896
| Niveau | Klasse         | Klasse         | Klasse          |
| ------ | -------------- | -------------- | --------------- |
| 1      | 1e klasse West |                |                 |
| 2      | 2e klasse West | 2e klasse Oost | 2e klasse Noord |
| 3      | 3e klasse West |                |                 |

### 1896–1900
| Niveau | Klasse         | Klasse         | Klasse         | Klasse          |
| ------ | -------------- | -------------- | -------------- | --------------- |
| 1      | 1e klasse West | 1e klasse Oost |                |                 |
| 2      | 2e klasse West | 2e klasse Oost | 2e klasse Zuid | 2e klasse Noord |
| 3      | 3e klasse West |                |                |                 |

### 1900–1901
| Niveau | Klasse         | Klasse         | Klasse         | Klasse          |
| ------ | -------------- | -------------- | -------------- | --------------- |
| 1      | 1e klasse West | 1e klasse Oost |                |                 |
| 2      | 2e klasse West | 2e klasse Oost | 2e klasse Zuid | 2e klasse Noord |
| 3      | 3e klasse West |                | 3e klasse Zuid |                 |

### 1901–1902
| Niveau | Klasse         | Klasse         | Klasse         | Klasse          |
| ------ | -------------- | -------------- | -------------- | --------------- |
| 1      | 1e klasse West | 1e klasse Oost |                |                 |
| 2      | 2e klasse West | 2e klasse Oost | 2e klasse Zuid | 2e klasse Noord |
| 3      | 3e klasse West | 3e klasse Oost |                | 3e klasse Noord |

### 1902–1903
| Niveau | Klasse           | Klasse           | Klasse          | Klasse          | Klasse          |
| ------ | ---------------- | ---------------- | --------------- | --------------- | --------------- |
| 1      | 1e klasse West A | 1e klasse West B | 1e klasse Oost  |                 |                 |
| 2      | 2e klasse West   | 2e klasse West   | 2e klasse Oost  | 2e klasse Zuid  | 2e klasse Noord |
| 3      | 3e klasse West   | 3e klasse West   |                 |                 | 3e klasse Noord |
| 4      | Afdelingsbonden  | Afdelingsbonden  | Afdelingsbonden | Afdelingsbonden | Afdelingsbonden |

### 1903–1904
| Niveau | Klasse           | Klasse           | Klasse          | Klasse          | Klasse          |
| ------ | ---------------- | ---------------- | --------------- | --------------- | --------------- |
| 1      | 1e klasse West A | 1e klasse West B | 1e klasse Oost  |                 |                 |
| 2      | 2e klasse West   | 2e klasse West   | 2e klasse Oost  | 2e klasse Noord |                 |
| 3      | 3e klasse West   | 3e klasse West   |                 | 3e klasse Noord |                 |
| 4      | Afdelingsbonden  | Afdelingsbonden  | Afdelingsbonden | Afdelingsbonden | Afdelingsbonden |

### 1904–1905
| Niveau | Klasse          | Klasse          | Klasse          | Klasse          | Klasse          |
| ------ | --------------- | --------------- | --------------- | --------------- | --------------- |
| 1      | 1e klasse West  | 1e klasse Oost  |                 |                 |                 |
| 2      | 2e klasse West  | 2e klasse Oost  | 2e klasse Noord |                 |                 |
| 3      | 3e klasse West  |                 | 3e klasse Noord |                 |                 |
| 4      | Afdelingsbonden | Afdelingsbonden | Afdelingsbonden | Afdelingsbonden | Afdelingsbonden |

### 1905–1906
| Niveau | Klasse          | Klasse          | Klasse          | Klasse          | Klasse          |
| ------ | --------------- | --------------- | --------------- | --------------- | --------------- |
| 1      | 1e klasse West  | 1e klasse Oost  |                 |                 |                 |
| 2      | 2e klasse West  | 2e klasse Oost  | 2e klasse Noord |                 |                 |
| 3      | 3e klasse West  |                 |                 |                 |                 |
| 4      | Afdelingsbonden | Afdelingsbonden | Afdelingsbonden | Afdelingsbonden | Afdelingsbonden |

### 1906–1909
| Niveau | Klasse          | Klasse          | Klasse          | Klasse          | Klasse          |
| ------ | --------------- | --------------- | --------------- | --------------- | --------------- |
| 1      | 1e klasse West  | 1e klasse Oost  |                 |                 |                 |
| 2      | 2e klasse West  | 2e klasse Oost  | 2e klasse Zuid  | 2e klasse Noord |                 |
| 3      | 3e klasse West  |                 |                 | 3e klasse Noord |                 |
| 4      | Afdelingsbonden | Afdelingsbonden | Afdelingsbonden | Afdelingsbonden | Afdelingsbonden |

### 1909–1911
| Niveau | Klasse          | Klasse          | Klasse           | Klasse          | Klasse          |
| ------ | --------------- | --------------- | ---------------- | --------------- | --------------- |
| 1      | 1e klasse West  | 1e klasse Oost  |                  |                 |                 |
| 2      | 2e klasse West  | 2e klasse Oost  | 2e klasse Zuid   | 2e klasse Noord |                 |
| 3      | 3e klasse West  |                 | Zeeuwse afdeling | 3e klasse Noord |                 |
| 4      | Afdelingsbonden | Afdelingsbonden | Afdelingsbonden  | Afdelingsbonden | Afdelingsbonden |

### 1911–1912
| Niveau | Klasse          | Klasse          | Klasse           | Klasse          | Klasse          |
| ------ | --------------- | --------------- | ---------------- | --------------- | --------------- |
| 1      | 1e klasse West  | 1e klasse Oost  |                  |                 |                 |
| 2      | 2e klasse West  | 2e klasse Oost  | 2e klasse Zuid   | 2e klasse Noord |                 |
| 3      | 3e klasse West  | 3e klasse Oost  | Zeeuwse afdeling | 3e klasse Noord |                 |
| 4      | Afdelingsbonden | Afdelingsbonden | Afdelingsbonden  | Afdelingsbonden | Afdelingsbonden |

### 1912–1913
| Niveau | Klasse          | Klasse          | Klasse          | Klasse           | Klasse          | Klasse |
| ------ | --------------- | --------------- | --------------- | ---------------- | --------------- | ------ |
| 1      | 1e klasse West  | 1e klasse Oost  |                 |                  |                 |        |
| 2      | 2e klasse West  | 2e klasse Oost  | 2e klasse Zuid  |                  | 2e klasse Noord |        |
| 3      | 3e klasse West  | 3e klasse Oost  | 3e klasse Zuid  | Zeeuwse afdeling | 3e klasse Noord |        |
| 4      | Afdelingsbonden | Afdelingsbonden | Afdelingsbonden | Afdelingsbonden  | Afdelingsbonden |        |

### 1913–1914
| Niveau | Klasse          | Klasse          | Klasse          | Klasse          | Klasse          | Klasse |
| ------ | --------------- | --------------- | --------------- | --------------- | --------------- | ------ |
| 1      | 1e klasse West  | 1e klasse Oost  | 1e klasse Zuid  |                 |                 |        |
| 2      | 2e klasse West  | 2e klasse Oost  | 2e klasse Zuid  | 2e klasse Noord |                 |        |
| 3      | 3e klasse West  | 3e klasse Oost  | 3e klasse Zuid  | 3e klasse Noord |                 |        |
| 4      | Afdelingsbonden | Afdelingsbonden | Afdelingsbonden | Afdelingsbonden | Afdelingsbonden |        |

### 1914–1915 (noodcompetitie)
| Niveau | Klasse          | Klasse          | Klasse          | Klasse          | Klasse          | Klasse |
| ------ | --------------- | --------------- | --------------- | --------------- | --------------- | ------ |
| 1      | Afdeling A West | Afdeling A Oost |                 |                 |                 |        |
| 2      | West            | Oost            | Zuid            | Noord           |                 |        |
| 3      | Afdelingsbonden | Afdelingsbonden | Afdelingsbonden | Afdelingsbonden | Afdelingsbonden |        |

### 1915–1916
| Niveau | Klasse          | Klasse          | Klasse          | Klasse          | Overig |
| ------ | --------------- | --------------- | --------------- | --------------- | ------ |
| 1      | 1e klasse West  | 1e klasse Oost  | 1e klasse Zuid  |                 |        |
| 2      | 2e klasse West  | 2e klasse Oost  | 2e klasse Zuid  | 2e klasse Noord | RKF    |
| 3      | 3e klasse West  | 3e klasse Oost  | 3e klasse Zuid  | 3e klasse Noord | RKF    |
| 4      | Afdelingsbonden | Afdelingsbonden | Afdelingsbonden | Afdelingsbonden |        |

### 1916–1917
| Niveau | Klasse          | Klasse          | Klasse          | Klasse          | Overig |
| ------ | --------------- | --------------- | --------------- | --------------- | ------ |
| 1      | 1e klasse West  | 1e klasse Oost  | 1e klasse Zuid  | 1e klasse Noord |        |
| 2      | 2e klasse West  | 2e klasse Oost  | 2e klasse Zuid  | 2e klasse Noord | RKF    |
| 3      | 3e klasse West  | 3e klasse Oost  | 3e klasse Zuid  |                 | RKF    |
| 4      | Afdelingsbonden | Afdelingsbonden | Afdelingsbonden | Afdelingsbonden |        |

### 1917–1919
| Niveau | Klasse           | Klasse           | Klasse          | Klasse          | Klasse          | Overig |
| ------ | ---------------- | ---------------- | --------------- | --------------- | --------------- | ------ |
| 1      | 1e klasse West A | 1e klasse West B | 1e klasse Oost  | 1e klasse Zuid  | 1e klasse Noord |        |
| 2      | 2e klasse West   | 2e klasse West   | 2e klasse Oost  | 2e klasse Zuid  | 2e klasse Noord | RKF    |
| 3      | 3e klasse West   | 3e klasse West   | 3e klasse Oost  | 3e klasse Zuid  |                 | RKF    |
| 4      | Afdelingsbonden  | Afdelingsbonden  | Afdelingsbonden | Afdelingsbonden | Afdelingsbonden |        |

### 1919–1923
| Niveau | Klasse               | Klasse          | Klasse          | Klasse          | Overig |
| ------ | -------------------- | --------------- | --------------- | --------------- | ------ |
| 1      | 1e klasse West       | 1e klasse Oost  | 1e klasse Zuid  | 1e klasse Noord |        |
| 2      | Overgangsklasse West |                 |                 |                 |        |
| 3      | 2e klasse West       | 2e klasse Oost  | 2e klasse Zuid  | 2e klasse Noord | RKF    |
| 4      | 3e klasse West       | 3e klasse Oost  | 3e klasse Zuid  | 3e klasse Noord | RKF    |
| 5      | Afdelingsbonden      | Afdelingsbonden | Afdelingsbonden | Afdelingsbonden |        |

### 1923–1926
| Niveau | Klasse           | Klasse            | Klasse          | Klasse          | Klasse          | Overig |
| ------ | ---------------- | ----------------- | --------------- | --------------- | --------------- | ------ |
| 1      | 1e klasse West I | 1e klasse West II | 1e klasse Oost  | 1e klasse Zuid  | 1e klasse Noord |        |
| 2      | 2e klasse West I | 2e klasse West II | 2e klasse Oost  | 2e klasse Zuid  | 2e klasse Noord | RKF    |
| 3      | 3e klasse West I | 3e klasse West II | 3e klasse Oost  | 3e klasse Zuid  | 3e klasse Noord | RKF    |
| 4      | 4e klasse West I | 4e klasse West II | 4e klasse Oost  |                 |                 |        |
| 5      | Afdelingsbonden  | Afdelingsbonden   | Afdelingsbonden | Afdelingsbonden | Afdelingsbonden |        |

### 1926–1929
| Niveau | Klasse           | Klasse            | Klasse          | Klasse          | Klasse          | Overig | Overig |
| ------ | ---------------- | ----------------- | --------------- | --------------- | --------------- | ------ | ------ |
| 1      | 1e klasse West I | 1e klasse West II | 1e klasse Oost  | 1e klasse Zuid  | 1e klasse Noord |        |        |
| 2      | 2e klasse West I | 2e klasse West II | 2e klasse Oost  | 2e klasse Zuid  | 2e klasse Noord | RKF    | NASB   |
| 3      | 3e klasse West I | 3e klasse West II | 3e klasse Oost  | 3e klasse Zuid  | 3e klasse Noord | RKF    | NASB   |
| 4      | 4e klasse West I | 4e klasse West II | 4e klasse Oost  |                 |                 |        |        |
| 5      | Afdelingsbonden  | Afdelingsbonden   | Afdelingsbonden | Afdelingsbonden | Afdelingsbonden |        |        |

### 1929–1935
| Niveau | Klasse           | Klasse            | Klasse          | Klasse          | Klasse          | Overig | Overig | Overig |
| ------ | ---------------- | ----------------- | --------------- | --------------- | --------------- | ------ | ------ | ------ |
| 1      | 1e klasse West I | 1e klasse West II | 1e klasse Oost  | 1e klasse Zuid  | 1e klasse Noord |        |        |        |
| 2      | 2e klasse West I | 2e klasse West II | 2e klasse Oost  | 2e klasse Zuid  | 2e klasse Noord | RKF    | NASB   | CNVB   |
| 3      | 3e klasse West I | 3e klasse West II | 3e klasse Oost  | 3e klasse Zuid  | 3e klasse Noord | RKF    | NASB   | CNVB   |
| 4      | 4e klasse West I | 4e klasse West II | 4e klasse Oost  |                 |                 |        |        |        |
| 5      | Afdelingsbonden  | Afdelingsbonden   | Afdelingsbonden | Afdelingsbonden | Afdelingsbonden |        |        |        |

### 1935–1937
| Niveau | Klasse           | Klasse            | Klasse          | Klasse          | Klasse          | Overig | Overig | Overig |
| ------ | ---------------- | ----------------- | --------------- | --------------- | --------------- | ------ | ------ | ------ |
| 1      | 1e klasse West I | 1e klasse West II | 1e klasse Oost  | 1e klasse Zuid  | 1e klasse Noord |        |        |        |
| 2      | 2e klasse West I | 2e klasse West II | 2e klasse Oost  | 2e klasse Zuid  | 2e klasse Noord | RKF    | NASB   | CNVB   |
| 3      | 3e klasse West I | 3e klasse West II | 3e klasse Oost  | 3e klasse Zuid  |                 | RKF    | NASB   | CNVB   |
| 4      | 4e klasse West I | 4e klasse West II | 4e klasse Oost  |                 |                 |        |        |        |
| 5      | Afdelingsbonden  | Afdelingsbonden   | Afdelingsbonden | Afdelingsbonden | Afdelingsbonden |        |        |        |

### 1937–1939
| Niveau | Klasse           | Klasse            | Klasse          | Klasse          | Klasse          | Overig | Overig | Overig |
| ------ | ---------------- | ----------------- | --------------- | --------------- | --------------- | ------ | ------ | ------ |
| 1      | 1e klasse West I | 1e klasse West II | 1e klasse Oost  | 1e klasse Zuid  | 1e klasse Noord |        |        |        |
| 2      | 2e klasse West I | 2e klasse West II | 2e klasse Oost  | 2e klasse Zuid  | 2e klasse Noord | RKF    | NASB   | CNVB   |
| 3      | 3e klasse West I | 3e klasse West II | 3e klasse Oost  | 3e klasse Zuid  | 3e klasse Noord | RKF    | NASB   | CNVB   |
| 4      | 4e klasse West I | 4e klasse West II | 4e klasse Oost  |                 |                 |        |        |        |
| 5      | Afdelingsbonden  | Afdelingsbonden   | Afdelingsbonden | Afdelingsbonden | Afdelingsbonden |        |        |        |

### 1939–1940 (noodcompetitie)
| Niveau | Klasse           | Klasse            | Klasse          | Klasse          | Klasse          | Overig | Overig | Overig |
| ------ | ---------------- | ----------------- | --------------- | --------------- | --------------- | ------ | ------ | ------ |
| 1      | 1e klasse West I | 1e klasse West II | 1e klasse Oost  | 1e klasse Zuid  | 1e klasse Noord |        |        |        |
| 2      | West I           | West II           | Oost            | Zuid            | Noord           | RKF    | NASB   | CNVB   |
| 3      | Afdelingsbonden  | Afdelingsbonden   | Afdelingsbonden | Afdelingsbonden | Afdelingsbonden |        |        |        |

### 1940–1941
| Niveau | Klasse           | Klasse            | Klasse          | Klasse          | Klasse          |
| ------ | ---------------- | ----------------- | --------------- | --------------- | --------------- |
| 1      | 1e klasse West I | 1e klasse West II | 1e klasse Oost  | 1e klasse Zuid  | 1e klasse Noord |
| 2      | 2e klasse West I | 2e klasse West II | 2e klasse Oost  | 2e klasse Zuid  | 2e klasse Noord |
| 3      | 3e klasse West I | 3e klasse West II | 3e klasse Oost  | 3e klasse Zuid  | 3e klasse Noord |
| 4      | 4e klasse West I | 4e klasse West II | 4e klasse Oost  |                 |                 |
| 5      | Afdelingsbonden  | Afdelingsbonden   | Afdelingsbonden | Afdelingsbonden | Afdelingsbonden |

### 1941–1942
Voor het eerst sinds het begin van de KNVB-competities wordt er een competitie georganiseerd op zaterdag.
| Niveau | Klasse (zondag)  | Klasse (zondag)   | Klasse (zondag) | Klasse (zondag) | Klasse (zondag) | Klasse (zaterdag) |
| ------ | ---------------- | ----------------- | --------------- | --------------- | --------------- | ----------------- |
| 1      | 1e klasse West I | 1e klasse West II | 1e klasse Oost  | 1e klasse Zuid  | 1e klasse Noord |                   |
| 2      | 2e klasse West I | 2e klasse West II | 2e klasse Oost  | 2e klasse Zuid  | 2e klasse Noord |                   |
| 3      | 3e klasse West I | 3e klasse West II | 3e klasse Oost  | 3e klasse Zuid  | 3e klasse Noord |                   |
| 4      | 4e klasse West I | 4e klasse West II | 4e klasse Oost  |                 |                 | 4e klasse West II |
| 5      | Afdelingsbonden  | Afdelingsbonden   | Afdelingsbonden | Afdelingsbonden | Afdelingsbonden | Afdelingsbonden   |

### 1942–1944
| Niveau | Klasse (zondag)  | Klasse (zondag)   | Klasse (zondag) | Klasse (zondag) | Klasse (zondag) | Klasse (zaterdag) |
| ------ | ---------------- | ----------------- | --------------- | --------------- | --------------- | ----------------- |
| 1      | 1e klasse West I | 1e klasse West II | 1e klasse Oost  | 1e klasse Zuid  | 1e klasse Noord |                   |
| 2      | 2e klasse West I | 2e klasse West II | 2e klasse Oost  | 2e klasse Zuid  | 2e klasse Noord |                   |
| 3      | 3e klasse West I | 3e klasse West II | 3e klasse Oost  | 3e klasse Zuid  | 3e klasse Noord |                   |
| 4      | 4e klasse West I | 4e klasse West II | 4e klasse Oost  | 4e klasse Zuid  |                 | 4e klasse West II |
| 5      | Afdelingsbonden  | Afdelingsbonden   | Afdelingsbonden | Afdelingsbonden | Afdelingsbonden | Afdelingsbonden   |

### 1945–1947
| Niveau | Klasse (zondag)  | Klasse (zondag)   | Klasse (zondag) | Klasse (zondag)  | Klasse (zondag)   | Klasse (zondag) | Klasse (zaterdag) | Klasse (zaterdag) | Klasse (zaterdag) |
| ------ | ---------------- | ----------------- | --------------- | ---------------- | ----------------- | --------------- | ----------------- | ----------------- | ----------------- |
| 1      | 1e klasse West I | 1e klasse West II | 1e klasse Oost  | 1e klasse Zuid I | 1e klasse Zuid II | 1e klasse Noord |                   |                   |                   |
| 2      | 2e klasse West I | 2e klasse West II | 2e klasse Oost  | 2e klasse Zuid I | 2e klasse Zuid II | 2e klasse Noord |                   |                   |                   |
| 3      | 3e klasse West I | 3e klasse West II | 3e klasse Oost  | 3e klasse Zuid I | 3e klasse Zuid II | 3e klasse Noord |                   | 3e klasse West II |                   |
| 4      | 4e klasse West I | 4e klasse West II | 4e klasse Oost  | 4e klasse Zuid I | 4e klasse Zuid II | 4e klasse Noord | 4e klasse West I  | 4e klasse West II | 4e klasse Oost    |
| 5      | Afdelingsbonden  | Afdelingsbonden   | Afdelingsbonden | Afdelingsbonden  | Afdelingsbonden   | Afdelingsbonden | Afdelingsbonden   | Afdelingsbonden   | Afdelingsbonden   |

### 1947–1949
| Niveau | Klasse (zondag)  | Klasse (zondag)   | Klasse (zondag) | Klasse (zondag)  | Klasse (zondag)   | Klasse (zondag) | Klasse (zaterdag) | Klasse (zaterdag) | Klasse (zaterdag) | Klasse (zaterdag) |
| ------ | ---------------- | ----------------- | --------------- | ---------------- | ----------------- | --------------- | ----------------- | ----------------- | ----------------- | ----------------- |
| 1      | 1e klasse West I | 1e klasse West II | 1e klasse Oost  | 1e klasse Zuid I | 1e klasse Zuid II | 1e klasse Noord |                   |                   |                   |                   |
| 2      | 2e klasse West I | 2e klasse West II | 2e klasse Oost  | 2e klasse Zuid I | 2e klasse Zuid II | 2e klasse Noord |                   |                   |                   |                   |
| 3      | 3e klasse West I | 3e klasse West II | 3e klasse Oost  | 3e klasse Zuid I | 3e klasse Zuid II | 3e klasse Noord |                   | 3e klasse West II |                   |                   |
| 4      | 4e klasse West I | 4e klasse West II | 4e klasse Oost  | 4e klasse Zuid I | 4e klasse Zuid II | 4e klasse Noord | 4e klasse West I  | 4e klasse West II | 4e klasse Oost    | 4e klasse Noord   |
| 5      | Afdelingsbonden  | Afdelingsbonden   | Afdelingsbonden | Afdelingsbonden  | Afdelingsbonden   | Afdelingsbonden | Afdelingsbonden   | Afdelingsbonden   | Afdelingsbonden   | Afdelingsbonden   |

### 1949–1950
| Niveau | Klasse (zondag)  | Klasse (zondag)   | Klasse (zondag) | Klasse (zondag)  | Klasse (zondag)   | Klasse (zondag) | Klasse (zaterdag) | Klasse (zaterdag) | Klasse (zaterdag) | Klasse (zaterdag) |
| ------ | ---------------- | ----------------- | --------------- | ---------------- | ----------------- | --------------- | ----------------- | ----------------- | ----------------- | ----------------- |
| 1      | 1e klasse West I | 1e klasse West II | 1e klasse Oost  | 1e klasse Zuid I | 1e klasse Zuid II | 1e klasse Noord |                   |                   |                   |                   |
| 2      | 2e klasse West I | 2e klasse West II | 2e klasse Oost  | 2e klasse Zuid I | 2e klasse Zuid II | 2e klasse Noord |                   |                   |                   |                   |
| 3      | 3e klasse West I | 3e klasse West II | 3e klasse Oost  | 3e klasse Zuid I | 3e klasse Zuid II | 3e klasse Noord | 3e klasse West I  | 3e klasse West II |                   |                   |
| 4      | 4e klasse West I | 4e klasse West II | 4e klasse Oost  | 4e klasse Zuid I | 4e klasse Zuid II | 4e klasse Noord | 4e klasse West I  | 4e klasse West II | 4e klasse Oost    | 4e klasse Noord   |
| 5      | Afdelingsbonden  | Afdelingsbonden   | Afdelingsbonden | Afdelingsbonden  | Afdelingsbonden   | Afdelingsbonden | Afdelingsbonden   | Afdelingsbonden   | Afdelingsbonden   | Afdelingsbonden   |

### 1950–1951
| Niveau | Klasse (zondag)  | Klasse (zondag)   | Klasse (zondag) | Klasse (zondag)  | Klasse (zondag)   | Klasse (zondag) | Klasse (zaterdag) | Klasse (zaterdag) | Klasse (zaterdag) | Klasse (zaterdag) |
| ------ | ---------------- | ----------------- | --------------- | ---------------- | ----------------- | --------------- | ----------------- | ----------------- | ----------------- | ----------------- |
| 1      | 1e klasse A      | 1e klasse B       | 1e klasse C     | 1e klasse C      | 1e klasse D       | 1e klasse E     |                   |                   |                   |                   |
| 2      | 2e klasse West I | 2e klasse West II | 2e klasse Oost  | 2e klasse Zuid I | 2e klasse Zuid II | 2e klasse Noord |                   |                   |                   |                   |
| 3      | 3e klasse West I | 3e klasse West II | 3e klasse Oost  | 3e klasse Zuid I | 3e klasse Zuid II | 3e klasse Noord | 3e klasse West I  | 3e klasse West II | 3e klasse Oost    |                   |
| 4      | 4e klasse West I | 4e klasse West II | 4e klasse Oost  | 4e klasse Zuid I | 4e klasse Zuid II | 4e klasse Noord | 4e klasse West I  | 4e klasse West II | 4e klasse Oost    | 4e klasse Noord   |
| 5      | Afdelingsbonden  | Afdelingsbonden   | Afdelingsbonden | Afdelingsbonden  | Afdelingsbonden   | Afdelingsbonden | Afdelingsbonden   | Afdelingsbonden   | Afdelingsbonden   | Afdelingsbonden   |

### 1951–1954
| Niveau | Klasse (zondag)  | Klasse (zondag)   | Klasse (zondag) | Klasse (zondag)  | Klasse (zondag)   | Klasse (zondag) | Klasse (zaterdag) | Klasse (zaterdag) | Klasse (zaterdag) | Klasse (zaterdag) |
| ------ | ---------------- | ----------------- | --------------- | ---------------- | ----------------- | --------------- | ----------------- | ----------------- | ----------------- | ----------------- |
| 1      | 1e klasse A      | 1e klasse B       | 1e klasse B     | 1e klasse C      | 1e klasse C       | 1e klasse D     |                   |                   |                   |                   |
| 2      | 2e klasse West I | 2e klasse West II | 2e klasse Oost  | 2e klasse Zuid I | 2e klasse Zuid II | 2e klasse Noord |                   |                   |                   |                   |
| 3      | 3e klasse West I | 3e klasse West II | 3e klasse Oost  | 3e klasse Zuid I | 3e klasse Zuid II | 3e klasse Noord | 3e klasse West I  | 3e klasse West II | 3e klasse Oost    |                   |
| 4      | 4e klasse West I | 4e klasse West II | 4e klasse Oost  | 4e klasse Zuid I | 4e klasse Zuid II | 4e klasse Noord | 4e klasse West I  | 4e klasse West II | 4e klasse Oost    | 4e klasse Noord   |
| 5      | Afdelingsbonden  | Afdelingsbonden   | Afdelingsbonden | Afdelingsbonden  | Afdelingsbonden   | Afdelingsbonden | Afdelingsbonden   | Afdelingsbonden   | Afdelingsbonden   | Afdelingsbonden   |

### 1954–1955
| Niveau | Betaald voetbal | Betaald voetbal | Betaald voetbal | Betaald voetbal |
| ------ | --------------- | --------------- | --------------- | --------------- |
| 1      | 1e klasse A     | 1e klasse B     | 1e klasse C     | 1e klasse D     |

| Niveau | Klasse (zondag)  | Klasse (zondag)   | Klasse (zondag) | Klasse (zondag)  | Klasse (zondag)   | Klasse (zondag) | Klasse (zaterdag) | Klasse (zaterdag) | Klasse (zaterdag) | Klasse (zaterdag) |
| ------ | ---------------- | ----------------- | --------------- | ---------------- | ----------------- | --------------- | ----------------- | ----------------- | ----------------- | ----------------- |
| 2      | 2e klasse West I | 2e klasse West II | 2e klasse Oost  | 2e klasse Zuid I | 2e klasse Zuid II | 2e klasse Noord |                   |                   |                   |                   |
| 3      | 3e klasse West I | 3e klasse West II | 3e klasse Oost  | 3e klasse Zuid I | 3e klasse Zuid II | 3e klasse Noord | 3e klasse West I  | 3e klasse West II | 3e klasse Oost    |                   |
| 4      | 4e klasse West I | 4e klasse West II | 4e klasse Oost  | 4e klasse Zuid I | 4e klasse Zuid II | 4e klasse Noord | 4e klasse West I  | 4e klasse West II | 4e klasse Oost    | 4e klasse Noord   |
| 5      | Afdelingsbonden  | Afdelingsbonden   | Afdelingsbonden | Afdelingsbonden  | Afdelingsbonden   | Afdelingsbonden | Afdelingsbonden   | Afdelingsbonden   | Afdelingsbonden   | Afdelingsbonden   |

### 1955–1956
| 1      | Hoofdklasse A    | Hoofdklasse A     | Hoofdklasse A   | Hoofdklasse B    | Hoofdklasse B     | Hoofdklasse B   |                   |                   |                   |                   |
| 2      | 1e klasse A      | 1e klasse A       | 1e klasse B     | 1e klasse B      | 1e klasse C       | 1e klasse C     |                   |                   |                   |                   |
| Niveau | Klasse (zondag)  | Klasse (zondag)   | Klasse (zondag) | Klasse (zondag)  | Klasse (zondag)   | Klasse (zondag) | Klasse (zaterdag) | Klasse (zaterdag) | Klasse (zaterdag) | Klasse (zaterdag) |
| 3      | 1e klasse A      | 1e klasse A       | 1e klasse B     | 1e klasse B      | 1e klasse C       | 1e klasse C     |                   |                   |                   |                   |
| 4      | 2e klasse West I | 2e klasse West II | 2e klasse Oost  | 2e klasse Zuid I | 2e klasse Zuid II | 2e klasse Noord |                   |                   |                   |                   |
| 5      | 3e klasse West I | 3e klasse West II | 3e klasse Oost  | 3e klasse Zuid I | 3e klasse Zuid II | 3e klasse Noord | 3e klasse West I  | 3e klasse West II | 3e klasse Oost    | 3e klasse Noord   |
| 6      | 4e klasse West I | 4e klasse West II | 4e klasse Oost  | 4e klasse Zuid I | 4e klasse Zuid II | 4e klasse Noord | 4e klasse West I  | 4e klasse West II | 4e klasse Oost    | 4e klasse Noord   |
| 7      | Afdelingsbonden  | Afdelingsbonden   | Afdelingsbonden | Afdelingsbonden  | Afdelingsbonden   | Afdelingsbonden | Afdelingsbonden   | Afdelingsbonden   | Afdelingsbonden   | Afdelingsbonden   |

### 1956–1958
| 1      | Eredivisie       | Eredivisie        | Eredivisie       | Eredivisie       | Eredivisie        | Eredivisie       |                   |                   |                   |                   |
| 2      | Eerste divisie A | Eerste divisie A  | Eerste divisie A | Eerste divisie B | Eerste divisie B  | Eerste divisie B |                   |                   |                   |                   |
| 3      | Tweede divisie A | Tweede divisie A  | Tweede divisie A | Tweede divisie B | Tweede divisie B  | Tweede divisie B |                   |                   |                   |                   |
| Niveau | Klasse (zondag)  | Klasse (zondag)   | Klasse (zondag)  | Klasse (zondag)  | Klasse (zondag)   | Klasse (zondag)  | Klasse (zaterdag) | Klasse (zaterdag) | Klasse (zaterdag) | Klasse (zaterdag) |
| 4      | 1e klasse A      | 1e klasse A       | 1e klasse B      | 1e klasse B      | 1e klasse C       | 1e klasse C      |                   |                   |                   |                   |
| 5      | 2e klasse West I | 2e klasse West II | 2e klasse Oost   | 2e klasse Zuid I | 2e klasse Zuid II | 2e klasse Noord  |                   | 2e klasse West II |                   |                   |
| 6      | 3e klasse West I | 3e klasse West II | 3e klasse Oost   | 3e klasse Zuid I | 3e klasse Zuid II | 3e klasse Noord  | 3e klasse West I  | 3e klasse West II | 3e klasse Oost    | 3e klasse Noord   |
| 7      | 4e klasse West I | 4e klasse West II | 4e klasse Oost   | 4e klasse Zuid I | 4e klasse Zuid II | 4e klasse Noord  | 4e klasse West I  | 4e klasse West II | 4e klasse Oost    | 4e klasse Noord   |
| 8      | Afdelingsbonden  | Afdelingsbonden   | Afdelingsbonden  | Afdelingsbonden  | Afdelingsbonden   | Afdelingsbonden  | Afdelingsbonden   | Afdelingsbonden   | Afdelingsbonden   | Afdelingsbonden   |

### 1958–1960
| 1      | Eredivisie       | Eredivisie        | Eredivisie       | Eredivisie       | Eredivisie        | Eredivisie       |                   |                   |                   |                   |                   |
| 2      | Eerste divisie A | Eerste divisie A  | Eerste divisie A | Eerste divisie B | Eerste divisie B  | Eerste divisie B |                   |                   |                   |                   |                   |
| 3      | Tweede divisie A | Tweede divisie A  | Tweede divisie A | Tweede divisie B | Tweede divisie B  | Tweede divisie B |                   |                   |                   |                   |                   |
| Niveau | Klasse (zondag)  | Klasse (zondag)   | Klasse (zondag)  | Klasse (zondag)  | Klasse (zondag)   | Klasse (zondag)  | Klasse (zaterdag) | Klasse (zaterdag) | Klasse (zaterdag) | Klasse (zaterdag) | Klasse (zaterdag) |
| 4      | 1e klasse A      | 1e klasse A       | 1e klasse B      | 1e klasse B      | 1e klasse C       | 1e klasse C      |                   |                   |                   |                   |                   |
| 5      | 2e klasse West I | 2e klasse West II | 2e klasse Oost   | 2e klasse Zuid I | 2e klasse Zuid II | 2e klasse Noord  |                   | 2e klasse West II |                   |                   |                   |
| 6      | 3e klasse West I | 3e klasse West II | 3e klasse Oost   | 3e klasse Zuid I | 3e klasse Zuid II | 3e klasse Noord  | 3e klasse West I  | 3e klasse West II | 3e klasse Oost    |                   | 3e klasse Noord   |
| 7      | 4e klasse West I | 4e klasse West II | 4e klasse Oost   | 4e klasse Zuid I | 4e klasse Zuid II | 4e klasse Noord  | 4e klasse West I  | 4e klasse West II | 4e klasse Oost    | 4e klasse Zuid I  | 4e klasse Noord   |
| 8      | Afdelingsbonden  | Afdelingsbonden   | Afdelingsbonden  | Afdelingsbonden  | Afdelingsbonden   | Afdelingsbonden  | Afdelingsbonden   | Afdelingsbonden   | Afdelingsbonden   | Afdelingsbonden   | Afdelingsbonden   |

### 1960–1961
| 1      | Eredivisie       | Eredivisie        | Eredivisie       | Eredivisie       | Eredivisie        | Eredivisie       |                   |                   |                   |                   |                   |
| 2      | Eerste divisie A | Eerste divisie A  | Eerste divisie A | Eerste divisie B | Eerste divisie B  | Eerste divisie B |                   |                   |                   |                   |                   |
| 3      | Tweede divisie   | Tweede divisie    | Tweede divisie   | Tweede divisie   | Tweede divisie    | Tweede divisie   |                   |                   |                   |                   |                   |
| Niveau | Klasse (zondag)  | Klasse (zondag)   | Klasse (zondag)  | Klasse (zondag)  | Klasse (zondag)   | Klasse (zondag)  | Klasse (zaterdag) | Klasse (zaterdag) | Klasse (zaterdag) | Klasse (zaterdag) | Klasse (zaterdag) |
| 4      | 1e klasse A      | 1e klasse B       | 1e klasse B      | 1e klasse C      | 1e klasse C       | 1e klasse D      |                   |                   |                   |                   |                   |
| 5      | 2e klasse West I | 2e klasse West II | 2e klasse Oost   | 2e klasse Zuid I | 2e klasse Zuid II | 2e klasse Noord  | 2e klasse West I  | 2e klasse West II | 2e klasse Oost    |                   |                   |
| 6      | 3e klasse West I | 3e klasse West II | 3e klasse Oost   | 3e klasse Zuid I | 3e klasse Zuid II | 3e klasse Noord  | 3e klasse West I  | 3e klasse West II | 3e klasse Oost    |                   | 3e klasse Noord   |
| 7      | 4e klasse West I | 4e klasse West II | 4e klasse Oost   | 4e klasse Zuid I | 4e klasse Zuid II | 4e klasse Noord  | 4e klasse West I  | 4e klasse West II | 4e klasse Oost    | 4e klasse Zuid I  | 4e klasse Noord   |
| 8      | Afdelingsbonden  | Afdelingsbonden   | Afdelingsbonden  | Afdelingsbonden  | Afdelingsbonden   | Afdelingsbonden  | Afdelingsbonden   | Afdelingsbonden   | Afdelingsbonden   | Afdelingsbonden   | Afdelingsbonden   |

### 1961–1962
| 1      | Eredivisie       | Eredivisie        | Eredivisie       | Eredivisie       | Eredivisie        | Eredivisie       |                   |                   |                   |                   |                   |
| 2      | Eerste divisie A | Eerste divisie A  | Eerste divisie A | Eerste divisie B | Eerste divisie B  | Eerste divisie B |                   |                   |                   |                   |                   |
| 3      | Tweede divisie   | Tweede divisie    | Tweede divisie   | Tweede divisie   | Tweede divisie    | Tweede divisie   |                   |                   |                   |                   |                   |
| Niveau | Klasse (zondag)  | Klasse (zondag)   | Klasse (zondag)  | Klasse (zondag)  | Klasse (zondag)   | Klasse (zondag)  | Klasse (zaterdag) | Klasse (zaterdag) | Klasse (zaterdag) | Klasse (zaterdag) | Klasse (zaterdag) |
| 4      | 1e klasse West I | 1e klasse West II | 1e klasse Oost   | 1e klasse Zuid I | 1e klasse Zuid II | 1e klasse Noord  |                   |                   |                   |                   |                   |
| 5      | 2e klasse West I | 2e klasse West II | 2e klasse Oost   | 2e klasse Zuid I | 2e klasse Zuid II | 2e klasse Noord  | 2e klasse West I  | 2e klasse West II | 2e klasse Oost    |                   |                   |
| 6      | 3e klasse West I | 3e klasse West II | 3e klasse Oost   | 3e klasse Zuid I | 3e klasse Zuid II | 3e klasse Noord  | 3e klasse West I  | 3e klasse West II | 3e klasse Oost    |                   | 3e klasse Noord   |
| 7      | 4e klasse West I | 4e klasse West II | 4e klasse Oost   | 4e klasse Zuid I | 4e klasse Zuid II | 4e klasse Noord  | 4e klasse West I  | 4e klasse West II | 4e klasse Oost    | 4e klasse Zuid I  | 4e klasse Noord   |
| 8      | Afdelingsbonden  | Afdelingsbonden   | Afdelingsbonden  | Afdelingsbonden  | Afdelingsbonden   | Afdelingsbonden  | Afdelingsbonden   | Afdelingsbonden   | Afdelingsbonden   | Afdelingsbonden   | Afdelingsbonden   |

### 1962–1963
| 1      | Eredivisie       | Eredivisie        | Eredivisie       | Eredivisie       | Eredivisie        | Eredivisie       |                   |                   |                   |                   |                   |
| 2      | Eerste divisie   | Eerste divisie    | Eerste divisie   | Eerste divisie   | Eerste divisie    | Eerste divisie   |                   |                   |                   |                   |                   |
| 3      | Tweede divisie A | Tweede divisie A  | Tweede divisie A | Tweede divisie B | Tweede divisie B  | Tweede divisie B |                   |                   |                   |                   |                   |
| Niveau | Klasse (zondag)  | Klasse (zondag)   | Klasse (zondag)  | Klasse (zondag)  | Klasse (zondag)   | Klasse (zondag)  | Klasse (zaterdag) | Klasse (zaterdag) | Klasse (zaterdag) | Klasse (zaterdag) | Klasse (zaterdag) |
| 4      | 1e klasse West I | 1e klasse West II | 1e klasse Oost   | 1e klasse Zuid I | 1e klasse Zuid II | 1e klasse Noord  |                   |                   |                   |                   |                   |
| 5      | 2e klasse West I | 2e klasse West II | 2e klasse Oost   | 2e klasse Zuid I | 2e klasse Zuid II | 2e klasse Noord  |                   | 2e klasse A       | 2e klasse B       | 2e klasse C       |                   |
| 6      | 3e klasse West I | 3e klasse West II | 3e klasse Oost   | 3e klasse Zuid I | 3e klasse Zuid II | 3e klasse Noord  | 3e klasse West I  | 3e klasse West II | 3e klasse Oost    |                   | 3e klasse Noord   |
| 7      | 4e klasse West I | 4e klasse West II | 4e klasse Oost   | 4e klasse Zuid I | 4e klasse Zuid II | 4e klasse Noord  | 4e klasse West I  | 4e klasse West II | 4e klasse Oost    | 4e klasse Zuid I  | 4e klasse Noord   |
| 8      | Afdelingsbonden  | Afdelingsbonden   | Afdelingsbonden  | Afdelingsbonden  | Afdelingsbonden   | Afdelingsbonden  | Afdelingsbonden   | Afdelingsbonden   | Afdelingsbonden   | Afdelingsbonden   | Afdelingsbonden   |

### 1963–1965
| 1      | Eredivisie       | Eredivisie        | Eredivisie       | Eredivisie       | Eredivisie        | Eredivisie       |                   |                   |                   |                   |                   |
| 2      | Eerste divisie   | Eerste divisie    | Eerste divisie   | Eerste divisie   | Eerste divisie    | Eerste divisie   |                   |                   |                   |                   |                   |
| 3      | Tweede divisie A | Tweede divisie A  | Tweede divisie A | Tweede divisie B | Tweede divisie B  | Tweede divisie B |                   |                   |                   |                   |                   |
| Niveau | Klasse (zondag)  | Klasse (zondag)   | Klasse (zondag)  | Klasse (zondag)  | Klasse (zondag)   | Klasse (zondag)  | Klasse (zaterdag) | Klasse (zaterdag) | Klasse (zaterdag) | Klasse (zaterdag) | Klasse (zaterdag) |
| 4      | 1e klasse West I | 1e klasse West II | 1e klasse Oost   | 1e klasse Zuid I | 1e klasse Zuid II | 1e klasse Noord  |                   |                   |                   |                   |                   |
| 5      | 2e klasse West I | 2e klasse West II | 2e klasse Oost   | 2e klasse Zuid I | 2e klasse Zuid II | 2e klasse Noord  |                   | 2e klasse A       | 2e klasse B       | 2e klasse C       |                   |
| 6      | 3e klasse West I | 3e klasse West II | 3e klasse Oost   | 3e klasse Zuid I | 3e klasse Zuid II | 3e klasse Noord  | 3e klasse West I  | 3e klasse West II | 3e klasse Oost    | 3e klasse Zuid I  | 3e klasse Noord   |
| 7      | 4e klasse West I | 4e klasse West II | 4e klasse Oost   | 4e klasse Zuid I | 4e klasse Zuid II | 4e klasse Noord  | 4e klasse West I  | 4e klasse West II | 4e klasse Oost    | 4e klasse Zuid I  | 4e klasse Noord   |
| 8      | Afdelingsbonden  | Afdelingsbonden   | Afdelingsbonden  | Afdelingsbonden  | Afdelingsbonden   | Afdelingsbonden  | Afdelingsbonden   | Afdelingsbonden   | Afdelingsbonden   | Afdelingsbonden   | Afdelingsbonden   |

### 1965–1966
| 1      | Eredivisie       | Eredivisie        | Eredivisie       | Eredivisie       | Eredivisie        | Eredivisie       |                   |                   |                   |                   |                   |
| 2      | Eerste divisie   | Eerste divisie    | Eerste divisie   | Eerste divisie   | Eerste divisie    | Eerste divisie   |                   |                   |                   |                   |                   |
| 3      | Tweede divisie A | Tweede divisie A  | Tweede divisie A | Tweede divisie B | Tweede divisie B  | Tweede divisie B |                   |                   |                   |                   |                   |
| Niveau | Klasse (zondag)  | Klasse (zondag)   | Klasse (zondag)  | Klasse (zondag)  | Klasse (zondag)   | Klasse (zondag)  | Klasse (zaterdag) | Klasse (zaterdag) | Klasse (zaterdag) | Klasse (zaterdag) | Klasse (zaterdag) |
| 4      | 1e klasse West I | 1e klasse West II | 1e klasse Oost   | 1e klasse Zuid I | 1e klasse Zuid II | 1e klasse Noord  |                   |                   |                   |                   |                   |
| 5      | 2e klasse West I | 2e klasse West II | 2e klasse Oost   | 2e klasse Zuid I | 2e klasse Zuid II | 2e klasse Noord  | 2e klasse A       | 2e klasse B       | 2e klasse C       | 2e klasse D       |                   |
| 6      | 3e klasse West I | 3e klasse West II | 3e klasse Oost   | 3e klasse Zuid I | 3e klasse Zuid II | 3e klasse Noord  | 3e klasse West I  | 3e klasse West II | 3e klasse Oost    | 3e klasse Zuid I  | 3e klasse Noord   |
| 7      | 4e klasse West I | 4e klasse West II | 4e klasse Oost   | 4e klasse Zuid I | 4e klasse Zuid II | 4e klasse Noord  | 4e klasse West I  | 4e klasse West II | 4e klasse Oost    | 4e klasse Zuid I  | 4e klasse Noord   |
| 8      | Afdelingsbonden  | Afdelingsbonden   | Afdelingsbonden  | Afdelingsbonden  | Afdelingsbonden   | Afdelingsbonden  | Afdelingsbonden   | Afdelingsbonden   | Afdelingsbonden   | Afdelingsbonden   | Afdelingsbonden   |

### 1966–1968
| 1      | Eredivisie       | Eredivisie        | Eredivisie      | Eredivisie       | Eredivisie        | Eredivisie      |                   |                   |                   |                   |                   |
| 2      | Eerste divisie   | Eerste divisie    | Eerste divisie  | Eerste divisie   | Eerste divisie    | Eerste divisie  |                   |                   |                   |                   |                   |
| 3      | Tweede divisie   | Tweede divisie    | Tweede divisie  | Tweede divisie   | Tweede divisie    | Tweede divisie  |                   |                   |                   |                   |                   |
| Niveau | Klasse (zondag)  | Klasse (zondag)   | Klasse (zondag) | Klasse (zondag)  | Klasse (zondag)   | Klasse (zondag) | Klasse (zaterdag) | Klasse (zaterdag) | Klasse (zaterdag) | Klasse (zaterdag) | Klasse (zaterdag) |
| 4      | 1e klasse West I | 1e klasse West II | 1e klasse Oost  | 1e klasse Zuid I | 1e klasse Zuid II | 1e klasse Noord |                   |                   |                   |                   |                   |
| 5      | 2e klasse West I | 2e klasse West II | 2e klasse Oost  | 2e klasse Zuid I | 2e klasse Zuid II | 2e klasse Noord | 2e klasse A       | 2e klasse B       | 2e klasse C       | 2e klasse D       |                   |
| 6      | 3e klasse West I | 3e klasse West II | 3e klasse Oost  | 3e klasse Zuid I | 3e klasse Zuid II | 3e klasse Noord | 3e klasse West I  | 3e klasse West II | 3e klasse Oost    | 3e klasse Zuid I  | 3e klasse Noord   |
| 7      | 4e klasse West I | 4e klasse West II | 4e klasse Oost  | 4e klasse Zuid I | 4e klasse Zuid II | 4e klasse Noord | 4e klasse West I  | 4e klasse West II | 4e klasse Oost    | 4e klasse Zuid I  | 4e klasse Noord   |
| 8      | Afdelingsbonden  | Afdelingsbonden   | Afdelingsbonden | Afdelingsbonden  | Afdelingsbonden   | Afdelingsbonden | Afdelingsbonden   | Afdelingsbonden   | Afdelingsbonden   | Afdelingsbonden   | Afdelingsbonden   |

### 1968–1970
| 1      | Eredivisie       | Eredivisie        | Eredivisie      | Eredivisie       | Eredivisie        | Eredivisie      |                   |                   |                   |                   |                   |
| 2      | Eerste divisie   | Eerste divisie    | Eerste divisie  | Eerste divisie   | Eerste divisie    | Eerste divisie  |                   |                   |                   |                   |                   |
| 3      | Tweede divisie   | Tweede divisie    | Tweede divisie  | Tweede divisie   | Tweede divisie    | Tweede divisie  |                   |                   |                   |                   |                   |
| Niveau | Klasse (zondag)  | Klasse (zondag)   | Klasse (zondag) | Klasse (zondag)  | Klasse (zondag)   | Klasse (zondag) | Klasse (zaterdag) | Klasse (zaterdag) | Klasse (zaterdag) | Klasse (zaterdag) | Klasse (zaterdag) |
| 4      | 1e klasse West I | 1e klasse West II | 1e klasse Oost  | 1e klasse Zuid I | 1e klasse Zuid II | 1e klasse Noord |                   |                   |                   |                   |                   |
| 5      | 2e klasse West I | 2e klasse West II | 2e klasse Oost  | 2e klasse Zuid I | 2e klasse Zuid II | 2e klasse Noord | 2e klasse A       | 2e klasse B       | 2e klasse C       | 2e klasse D       | 2e klasse E       |
| 6      | 3e klasse West I | 3e klasse West II | 3e klasse Oost  | 3e klasse Zuid I | 3e klasse Zuid II | 3e klasse Noord | 3e klasse West I  | 3e klasse West II | 3e klasse Oost    | 3e klasse Zuid I  | 3e klasse Noord   |
| 7      | 4e klasse West I | 4e klasse West II | 4e klasse Oost  | 4e klasse Zuid I | 4e klasse Zuid II | 4e klasse Noord | 4e klasse West I  | 4e klasse West II | 4e klasse Oost    | 4e klasse Zuid I  | 4e klasse Noord   |
| 8      | Afdelingsbonden  | Afdelingsbonden   | Afdelingsbonden | Afdelingsbonden  | Afdelingsbonden   | Afdelingsbonden | Afdelingsbonden   | Afdelingsbonden   | Afdelingsbonden   | Afdelingsbonden   | Afdelingsbonden   |

### 1970–1971
| 1      | Eredivisie       | Eredivisie        | Eredivisie      | Eredivisie       | Eredivisie        | Eredivisie      |                   |                   |                   |                   |                   |
| 2      | Eerste divisie   | Eerste divisie    | Eerste divisie  | Eerste divisie   | Eerste divisie    | Eerste divisie  |                   |                   |                   |                   |                   |
| 3      | Tweede divisie   | Tweede divisie    | Tweede divisie  | Tweede divisie   | Tweede divisie    | Tweede divisie  |                   |                   |                   |                   |                   |
| Niveau | Klasse (zondag)  | Klasse (zondag)   | Klasse (zondag) | Klasse (zondag)  | Klasse (zondag)   | Klasse (zondag) | Klasse (zaterdag) | Klasse (zaterdag) | Klasse (zaterdag) | Klasse (zaterdag) | Klasse (zaterdag) |
| 4      | 1e klasse West I | 1e klasse West II | 1e klasse Oost  | 1e klasse Zuid I | 1e klasse Zuid II | 1e klasse Noord | 1e klasse A       | 1e klasse B       |                   |                   |                   |
| 5      | 2e klasse West I | 2e klasse West II | 2e klasse Oost  | 2e klasse Zuid I | 2e klasse Zuid II | 2e klasse Noord | 2e klasse A       | 2e klasse B       | 2e klasse C       | 2e klasse D       |                   |
| 6      | 3e klasse West I | 3e klasse West II | 3e klasse Oost  | 3e klasse Zuid I | 3e klasse Zuid II | 3e klasse Noord | 3e klasse West I  | 3e klasse West II | 3e klasse Oost    | 3e klasse Zuid I  | 3e klasse Noord   |
| 7      | 4e klasse West I | 4e klasse West II | 4e klasse Oost  | 4e klasse Zuid I | 4e klasse Zuid II | 4e klasse Noord | 4e klasse West I  | 4e klasse West II | 4e klasse Oost    | 4e klasse Zuid I  | 4e klasse Noord   |
| 8      | Afdelingsbonden  | Afdelingsbonden   | Afdelingsbonden | Afdelingsbonden  | Afdelingsbonden   | Afdelingsbonden | Afdelingsbonden   | Afdelingsbonden   | Afdelingsbonden   | Afdelingsbonden   | Afdelingsbonden   |

### 1971–1974
| Niveau | Betaald voetbal  | Betaald voetbal   | Betaald voetbal | Betaald voetbal  | Betaald voetbal   | Betaald voetbal | Betaald voetbal   | Betaald voetbal   | Betaald voetbal   | Betaald voetbal   | Betaald voetbal   |
| ------ | ---------------- | ----------------- | --------------- | ---------------- | ----------------- | --------------- | ----------------- | ----------------- | ----------------- | ----------------- | ----------------- |
| 1      | Eredivisie       | Eredivisie        | Eredivisie      | Eredivisie       | Eredivisie        | Eredivisie      | Eredivisie        | Eredivisie        | Eredivisie        | Eredivisie        | Eredivisie        |
| 2      | Eerste divisie   | Eerste divisie    | Eerste divisie  | Eerste divisie   | Eerste divisie    | Eerste divisie  | Eerste divisie    | Eerste divisie    | Eerste divisie    | Eerste divisie    | Eerste divisie    |
| Niveau | Klasse (zondag)  | Klasse (zondag)   | Klasse (zondag) | Klasse (zondag)  | Klasse (zondag)   | Klasse (zondag) | Klasse (zaterdag) | Klasse (zaterdag) | Klasse (zaterdag) | Klasse (zaterdag) | Klasse (zaterdag) |
| 3      | 1e klasse West I | 1e klasse West II | 1e klasse Oost  | 1e klasse Zuid I | 1e klasse Zuid II | 1e klasse Noord | 1e klasse A       | 1e klasse B       |                   |                   |                   |
| 4      | 2e klasse West I | 2e klasse West II | 2e klasse Oost  | 2e klasse Zuid I | 2e klasse Zuid II | 2e klasse Noord | 2e klasse A       | 2e klasse B       | 2e klasse C       | 2e klasse D       |                   |
| 5      | 3e klasse West I | 3e klasse West II | 3e klasse Oost  | 3e klasse Zuid I | 3e klasse Zuid II | 3e klasse Noord | 3e klasse West I  | 3e klasse West II | 3e klasse Oost    | 3e klasse Zuid I  | 3e klasse Noord   |
| 6      | 4e klasse West I | 4e klasse West II | 4e klasse Oost  | 4e klasse Zuid I | 4e klasse Zuid II | 4e klasse Noord | 4e klasse West I  | 4e klasse West II | 4e klasse Oost    | 4e klasse Zuid I  | 4e klasse Noord   |
| 7      | Afdelingsbonden  | Afdelingsbonden   | Afdelingsbonden | Afdelingsbonden  | Afdelingsbonden   | Afdelingsbonden | Afdelingsbonden   | Afdelingsbonden   | Afdelingsbonden   | Afdelingsbonden   | Afdelingsbonden   |

### 1974–1983
| Niveau | Betaald voetbal  | Betaald voetbal   | Betaald voetbal | Betaald voetbal  | Betaald voetbal   | Betaald voetbal | Betaald voetbal   | Betaald voetbal   | Betaald voetbal   | Betaald voetbal   | Betaald voetbal   |
| ------ | ---------------- | ----------------- | --------------- | ---------------- | ----------------- | --------------- | ----------------- | ----------------- | ----------------- | ----------------- | ----------------- |
| 1      | Eredivisie       | Eredivisie        | Eredivisie      | Eredivisie       | Eredivisie        | Eredivisie      | Eredivisie        | Eredivisie        | Eredivisie        | Eredivisie        | Eredivisie        |
| 2      | Eerste divisie   | Eerste divisie    | Eerste divisie  | Eerste divisie   | Eerste divisie    | Eerste divisie  | Eerste divisie    | Eerste divisie    | Eerste divisie    | Eerste divisie    | Eerste divisie    |
| Niveau | Klasse (zondag)  | Klasse (zondag)   | Klasse (zondag) | Klasse (zondag)  | Klasse (zondag)   | Klasse (zondag) | Klasse (zaterdag) | Klasse (zaterdag) | Klasse (zaterdag) | Klasse (zaterdag) | Klasse (zaterdag) |
| 3      | Hoofdklasse A    | Hoofdklasse A     | Hoofdklasse B   | Hoofdklasse B    | Hoofdklasse C     | Hoofdklasse C   | 1e klasse A       | 1e klasse B       |                   |                   |                   |
| 4      | 1e klasse West I | 1e klasse West II | 1e klasse Oost  | 1e klasse Zuid I | 1e klasse Zuid II | 1e klasse Noord |                   |                   |                   |                   |                   |
| 5      | 2e klasse West I | 2e klasse West II | 2e klasse Oost  | 2e klasse Zuid I | 2e klasse Zuid II | 2e klasse Noord | 2e klasse West I  | 2e klasse West II | 2e klasse Oost    | 2e klasse Zuid I  | 2e klasse Noord   |
| 6      | 3e klasse West I | 3e klasse West II | 3e klasse Oost  | 3e klasse Zuid I | 3e klasse Zuid II | 3e klasse Noord | 3e klasse West I  | 3e klasse West II | 3e klasse Oost    | 3e klasse Zuid I  | 3e klasse Noord   |
| 7      | 4e klasse West I | 4e klasse West II | 4e klasse Oost  | 4e klasse Zuid I | 4e klasse Zuid II | 4e klasse Noord | 4e klasse West I  | 4e klasse West II | 4e klasse Oost    | 4e klasse Zuid I  | 4e klasse Noord   |
| 8      | Afdelingsbonden  | Afdelingsbonden   | Afdelingsbonden | Afdelingsbonden  | Afdelingsbonden   | Afdelingsbonden | Afdelingsbonden   | Afdelingsbonden   | Afdelingsbonden   | Afdelingsbonden   | Afdelingsbonden   |

### 1983–1996
| Niveau | Betaald voetbal  | Betaald voetbal   | Betaald voetbal | Betaald voetbal  | Betaald voetbal   | Betaald voetbal | Betaald voetbal   | Betaald voetbal   | Betaald voetbal   | Betaald voetbal   | Betaald voetbal   |
| ------ | ---------------- | ----------------- | --------------- | ---------------- | ----------------- | --------------- | ----------------- | ----------------- | ----------------- | ----------------- | ----------------- |
| 1      | Eredivisie       | Eredivisie        | Eredivisie      | Eredivisie       | Eredivisie        | Eredivisie      | Eredivisie        | Eredivisie        | Eredivisie        | Eredivisie        | Eredivisie        |
| 2      | Eerste divisie   | Eerste divisie    | Eerste divisie  | Eerste divisie   | Eerste divisie    | Eerste divisie  | Eerste divisie    | Eerste divisie    | Eerste divisie    | Eerste divisie    | Eerste divisie    |
| Niveau | Klasse (zondag)  | Klasse (zondag)   | Klasse (zondag) | Klasse (zondag)  | Klasse (zondag)   | Klasse (zondag) | Klasse (zaterdag) | Klasse (zaterdag) | Klasse (zaterdag) | Klasse (zaterdag) | Klasse (zaterdag) |
| 3      | Hoofdklasse A    | Hoofdklasse A     | Hoofdklasse B   | Hoofdklasse B    | Hoofdklasse C     | Hoofdklasse C   | 1e klasse A       | 1e klasse B       | 1e klasse C       |                   |                   |
| 4      | 1e klasse West I | 1e klasse West II | 1e klasse Oost  | 1e klasse Zuid I | 1e klasse Zuid II | 1e klasse Noord |                   |                   |                   |                   |                   |
| 5      | 2e klasse West I | 2e klasse West II | 2e klasse Oost  | 2e klasse Zuid I | 2e klasse Zuid II | 2e klasse Noord | 2e klasse West I  | 2e klasse West II | 2e klasse Oost    | 2e klasse Zuid I  | 2e klasse Noord   |
| 6      | 3e klasse West I | 3e klasse West II | 3e klasse Oost  | 3e klasse Zuid I | 3e klasse Zuid II | 3e klasse Noord | 3e klasse West I  | 3e klasse West II | 3e klasse Oost    | 3e klasse Zuid I  | 3e klasse Noord   |
| 7      | 4e klasse West I | 4e klasse West II | 4e klasse Oost  | 4e klasse Zuid I | 4e klasse Zuid II | 4e klasse Noord | 4e klasse West I  | 4e klasse West II | 4e klasse Oost    | 4e klasse Zuid I  | 4e klasse Noord   |
| 8      | Afdelingsbonden  | Afdelingsbonden   | Afdelingsbonden | Afdelingsbonden  | Afdelingsbonden   | Afdelingsbonden | Afdelingsbonden   | Afdelingsbonden   | Afdelingsbonden   | Afdelingsbonden   | Afdelingsbonden   |

### 1996–2000
| Niveau | Betaald voetbal  | Betaald voetbal   | Betaald voetbal    | Betaald voetbal     | Betaald voetbal  | Betaald voetbal | Betaald voetbal  | Betaald voetbal   | Betaald voetbal | Betaald voetbal   | Betaald voetbal   | Betaald voetbal    | Betaald voetbal     | Betaald voetbal   | Betaald voetbal   | Betaald voetbal   | Betaald voetbal   |
| ------ | ---------------- | ----------------- | ------------------ | ------------------- | ---------------- | --------------- | ---------------- | ----------------- | --------------- | ----------------- | ----------------- | ------------------ | ------------------- | ----------------- | ----------------- | ----------------- | ----------------- |
| 1      | Eredivisie       | Eredivisie        | Eredivisie         | Eredivisie          | Eredivisie       | Eredivisie      | Eredivisie       | Eredivisie        | Eredivisie      | Eredivisie        | Eredivisie        | Eredivisie         | Eredivisie          | Eredivisie        | Eredivisie        | Eredivisie        | Eredivisie        |
| 2      | Eerste divisie   | Eerste divisie    | Eerste divisie     | Eerste divisie      | Eerste divisie   | Eerste divisie  | Eerste divisie   | Eerste divisie    | Eerste divisie  | Eerste divisie    | Eerste divisie    | Eerste divisie     | Eerste divisie      | Eerste divisie    | Eerste divisie    | Eerste divisie    | Eerste divisie    |
| Niveau | Klasse (zondag)  | Klasse (zondag)   | Klasse (zondag)    | Klasse (zondag)     | Klasse (zondag)  | Klasse (zondag) | Klasse (zondag)  | Klasse (zondag)   | Klasse (zondag) | Klasse (zaterdag) | Klasse (zaterdag) | Klasse (zaterdag)  | Klasse (zaterdag)   | Klasse (zaterdag) | Klasse (zaterdag) | Klasse (zaterdag) | Klasse (zaterdag) |
| 3      | Hoofdklasse A    | Hoofdklasse A     | Hoofdklasse A      | Hoofdklasse B       | Hoofdklasse B    | Hoofdklasse B   | Hoofdklasse C    | Hoofdklasse C     | Hoofdklasse C   | Hoofdklasse A     | Hoofdklasse A     | Hoofdklasse A      | Hoofdklasse B       | Hoofdklasse B     | Hoofdklasse C     | Hoofdklasse C     | Hoofdklasse C     |
| 4      | 1e klasse A      | 1e klasse B       | 1e klasse C        | 1e klasse D         | 1e klasse E      | 1e klasse F     |                  |                   |                 | 1e klasse A       | 1e klasse B       | 1e klasse C        | 1e klasse D         | 1e klasse E       |                   |                   |                   |
| 5      | 2e klasse West I | 2e klasse West II | 2e klasse West III | 2e klasse West IIII | 2e klasse Midden | 2e klasse Oost  | 2e klasse Zuid I | 2e klasse Zuid II | 2e klasse Noord | 2e klasse West I  | 2e klasse West II | 2e klasse West III | 2e klasse West IIII | 2e klasse Midden  | 2e klasse Oost    | 2e klasse Zuid I  | 2e klasse Noord   |
| 6      | 3e klasse West I | 3e klasse West II | 3e klasse West III | 3e klasse West IIII | 3e klasse Midden | 3e klasse Oost  | 3e klasse Zuid I | 3e klasse Zuid II | 3e klasse Noord | 3e klasse West I  | 3e klasse West II | 3e klasse West III | 3e klasse West IIII | 3e klasse Midden  | 3e klasse Oost    | 3e klasse Zuid I  | 3e klasse Noord   |
| 7      | 4e klasse West I | 4e klasse West II | 4e klasse West III | 4e klasse West IIII | 4e klasse Midden | 4e klasse Oost  | 4e klasse Zuid I | 4e klasse Zuid II | 4e klasse Noord | 4e klasse West I  | 4e klasse West II | 4e klasse West III | 4e klasse West IIII | 4e klasse Midden  | 4e klasse Oost    | 4e klasse Zuid I  | 4e klasse Noord   |
| 8      | 5e klasse West I | 5e klasse West II | 5e klasse West III | 5e klasse West IIII | 5e klasse Midden | 5e klasse Oost  | 5e klasse Zuid I | 5e klasse Zuid II | 5e klasse Noord | 5e klasse West I  | 5e klasse West II | 5e klasse West III | 5e klasse West IIII | 5e klasse Midden  |                   |                   | 5e klasse Noord   |
| 9      | 6e klasse West I | 6e klasse West II |                    |                     | 6e klasse Midden | 6e klasse Oost  | 6e klasse Zuid I | 6e klasse Zuid II | 6e klasse Noord |                   | 6e klasse West II |                    |                     | 6e klasse Midden  |                   |                   | 6e klasse Noord   |
| 10     | 7e klasse West I | 7e klasse West II |                    |                     | 7e klasse Midden |                 |                  |                   |                 |                   |                   |                    |                     | 7e klasse Midden  |                   |                   | 7e klasse Noord   |
| 11     | 8e klasse West I |                   |                    |                     |                  |                 |                  |                   |                 |                   |                   |                    |                     |                   |                   |                   |                   |

### 2000–2001
| Niveau | Betaald voetbal  | Betaald voetbal   | Betaald voetbal    | Betaald voetbal     | Betaald voetbal  | Betaald voetbal | Betaald voetbal  | Betaald voetbal   | Betaald voetbal | Betaald voetbal   | Betaald voetbal   | Betaald voetbal    | Betaald voetbal     | Betaald voetbal   | Betaald voetbal   | Betaald voetbal   | Betaald voetbal   |
| ------ | ---------------- | ----------------- | ------------------ | ------------------- | ---------------- | --------------- | ---------------- | ----------------- | --------------- | ----------------- | ----------------- | ------------------ | ------------------- | ----------------- | ----------------- | ----------------- | ----------------- |
| 1      | Eredivisie       | Eredivisie        | Eredivisie         | Eredivisie          | Eredivisie       | Eredivisie      | Eredivisie       | Eredivisie        | Eredivisie      | Eredivisie        | Eredivisie        | Eredivisie         | Eredivisie          | Eredivisie        | Eredivisie        | Eredivisie        | Eredivisie        |
| 2      | Eerste divisie   | Eerste divisie    | Eerste divisie     | Eerste divisie      | Eerste divisie   | Eerste divisie  | Eerste divisie   | Eerste divisie    | Eerste divisie  | Eerste divisie    | Eerste divisie    | Eerste divisie     | Eerste divisie      | Eerste divisie    | Eerste divisie    | Eerste divisie    | Eerste divisie    |
| Niveau | Klasse (zondag)  | Klasse (zondag)   | Klasse (zondag)    | Klasse (zondag)     | Klasse (zondag)  | Klasse (zondag) | Klasse (zondag)  | Klasse (zondag)   | Klasse (zondag) | Klasse (zaterdag) | Klasse (zaterdag) | Klasse (zaterdag)  | Klasse (zaterdag)   | Klasse (zaterdag) | Klasse (zaterdag) | Klasse (zaterdag) | Klasse (zaterdag) |
| 3      | Hoofdklasse A    | Hoofdklasse A     | Hoofdklasse A      | Hoofdklasse B       | Hoofdklasse B    | Hoofdklasse B   | Hoofdklasse C    | Hoofdklasse C     | Hoofdklasse C   | Hoofdklasse A     | Hoofdklasse A     | Hoofdklasse A      | Hoofdklasse B       | Hoofdklasse B     | Hoofdklasse C     | Hoofdklasse C     | Hoofdklasse C     |
| 4      | 1e klasse A      | 1e klasse B       | 1e klasse C        | 1e klasse D         | 1e klasse E      | 1e klasse F     |                  |                   |                 | 1e klasse A       | 1e klasse B       | 1e klasse C        | 1e klasse D         | 1e klasse E       |                   |                   |                   |
| 5      | 2e klasse West I | 2e klasse West II | 2e klasse West III | 2e klasse West IIII | 2e klasse Midden | 2e klasse Oost  | 2e klasse Zuid I | 2e klasse Zuid II | 2e klasse Noord | 2e klasse West I  | 2e klasse West II | 2e klasse West III | 2e klasse West IIII | 2e klasse Midden  | 2e klasse Oost    | 2e klasse Zuid I  | 2e klasse Noord   |
| 6      | 3e klasse West I | 3e klasse West II | 3e klasse West III | 3e klasse West IIII | 3e klasse Midden | 3e klasse Oost  | 3e klasse Zuid I | 3e klasse Zuid II | 3e klasse Noord | 3e klasse West I  | 3e klasse West II | 3e klasse West III | 3e klasse West IIII | 3e klasse Midden  | 3e klasse Oost    | 3e klasse Zuid I  | 3e klasse Noord   |
| 7      | 4e klasse West I | 4e klasse West II | 4e klasse West III | 4e klasse West IIII | 4e klasse Midden | 4e klasse Oost  | 4e klasse Zuid I | 4e klasse Zuid II | 4e klasse Noord | 4e klasse West I  | 4e klasse West II | 4e klasse West III | 4e klasse West IIII | 4e klasse Midden  | 4e klasse Oost    | 4e klasse Zuid I  | 4e klasse Noord   |
| 8      | 5e klasse West I | 5e klasse West II | 5e klasse West III | 5e klasse West IIII | 5e klasse Midden | 5e klasse Oost  | 5e klasse Zuid I | 5e klasse Zuid II | 5e klasse Noord | 5e klasse West I  | 5e klasse West II | 5e klasse West III | 5e klasse West IIII | 5e klasse Midden  |                   |                   | 5e klasse Noord   |
| 9      | 6e klasse West I | 6e klasse West II |                    |                     | 6e klasse Midden | 6e klasse Oost  | 6e klasse Zuid I | 6e klasse Zuid II | 6e klasse Noord |                   |                   |                    |                     | 6e klasse Midden  |                   |                   | 6e klasse Noord   |
| 10     | 7e klasse West I | 7e klasse West II |                    |                     | 7e klasse Midden |                 |                  |                   |                 |                   |                   |                    |                     | 7e klasse Midden  |                   |                   | 7e klasse Noord   |
| 11     | 8e klasse West I |                   |                    |                     |                  |                 |                  |                   |                 |                   |                   |                    |                     |                   |                   |                   |                   |

### 2001–2004
| 1      | Eredivisie       | Eredivisie        | Eredivisie       | Eredivisie        | Eredivisie      | Eredivisie      | Eredivisie        | Eredivisie        | Eredivisie        | Eredivisie        | Eredivisie        | Eredivisie     | Eredivisie     |
| 2      | Eerste divisie   | Eerste divisie    | Eerste divisie   | Eerste divisie    | Eerste divisie  | Eerste divisie  | Eerste divisie    | Eerste divisie    | Eerste divisie    | Eerste divisie    | Eerste divisie    | Eerste divisie | Eerste divisie |
| Niveau | Klasse (zondag)  | Klasse (zondag)   | Klasse (zondag)  | Klasse (zondag)   | Klasse (zondag) | Klasse (zondag) | Klasse (zaterdag) | Klasse (zaterdag) | Klasse (zaterdag) | Klasse (zaterdag) | Klasse (zaterdag) |                |                |
| 3      | Hoofdklasse A    | Hoofdklasse A     | Hoofdklasse B    | Hoofdklasse B     | Hoofdklasse C   | Hoofdklasse C   | Hoofdklasse A     | Hoofdklasse A     | Hoofdklasse B     | Hoofdklasse C     | Hoofdklasse C     |                |                |
| 4      | 1e klasse West I | 1e klasse West II | 1e klasse Zuid I | 1e klasse Zuid II | 1e klasse Oost  | 1e klasse Noord | 1e klasse West I  | 1e klasse West II | 1e klasse Zuid I  | 1e klasse Oost    | 1e klasse Noord   |                |                |
| 5      | 2e klasse West I | 2e klasse West II | 2e klasse Zuid I | 2e klasse Zuid II | 2e klasse Oost  | 2e klasse Noord | 2e klasse West I  | 2e klasse West II | 2e klasse Zuid I  | 2e klasse Oost    | 2e klasse Noord   |                |                |
| 6      | 3e klasse West I | 3e klasse West II | 3e klasse Zuid I | 3e klasse Zuid II | 3e klasse Oost  | 3e klasse Noord | 3e klasse West I  | 3e klasse West II | 3e klasse Zuid I  | 3e klasse Oost    | 3e klasse Noord   |                |                |
| 7      | 4e klasse West I | 4e klasse West II | 4e klasse Zuid I | 4e klasse Zuid II | 4e klasse Oost  | 4e klasse Noord | 4e klasse West I  | 4e klasse West II | 4e klasse Zuid I  | 4e klasse Oost    | 4e klasse Noord   |                |                |
| 8      | 5e klasse West I | 5e klasse West II | 5e klasse Zuid I | 5e klasse Zuid II | 5e klasse Oost  | 5e klasse Noord | 5e klasse West I  | 5e klasse West II |                   |                   | 5e klasse Noord   |                |                |
| 9      | 6e klasse West I |                   |                  | 6e klasse Zuid II | 6e klasse Oost  | 6e klasse Noord |                   |                   |                   |                   | 6e klasse Noord   |                |                |
| 10     | 7e klasse West I |                   |                  |                   |                 |                 |                   |                   |                   |                   | 7e klasse Noord   |                |                |

### 2004–2005
| 1      | Eredivisie       | Eredivisie        | Eredivisie       | Eredivisie        | Eredivisie      | Eredivisie      | Eredivisie        | Eredivisie        | Eredivisie        | Eredivisie        | Eredivisie        | Eredivisie     | Eredivisie     |
| 2      | Eerste divisie   | Eerste divisie    | Eerste divisie   | Eerste divisie    | Eerste divisie  | Eerste divisie  | Eerste divisie    | Eerste divisie    | Eerste divisie    | Eerste divisie    | Eerste divisie    | Eerste divisie | Eerste divisie |
| Niveau | Klasse (zondag)  | Klasse (zondag)   | Klasse (zondag)  | Klasse (zondag)   | Klasse (zondag) | Klasse (zondag) | Klasse (zaterdag) | Klasse (zaterdag) | Klasse (zaterdag) | Klasse (zaterdag) | Klasse (zaterdag) |                |                |
| 3      | Hoofdklasse A    | Hoofdklasse A     | Hoofdklasse B    | Hoofdklasse B     | Hoofdklasse C   | Hoofdklasse C   | Hoofdklasse A     | Hoofdklasse A     | Hoofdklasse B     | Hoofdklasse C     | Hoofdklasse C     |                |                |
| 4      | 1e klasse West I | 1e klasse West II | 1e klasse Zuid I | 1e klasse Zuid II | 1e klasse Oost  | 1e klasse Noord | 1e klasse West I  | 1e klasse West II | 1e klasse Zuid I  | 1e klasse Oost    | 1e klasse Noord   |                |                |
| 5      | 2e klasse West I | 2e klasse West II | 2e klasse Zuid I | 2e klasse Zuid II | 2e klasse Oost  | 2e klasse Noord | 2e klasse West I  | 2e klasse West II | 2e klasse Zuid I  | 2e klasse Oost    | 2e klasse Noord   |                |                |
| 6      | 3e klasse West I | 3e klasse West II | 3e klasse Zuid I | 3e klasse Zuid II | 3e klasse Oost  | 3e klasse Noord | 3e klasse West I  | 3e klasse West II | 3e klasse Zuid I  | 3e klasse Oost    | 3e klasse Noord   |                |                |
| 7      | 4e klasse West I | 4e klasse West II | 4e klasse Zuid I | 4e klasse Zuid II | 4e klasse Oost  | 4e klasse Noord | 4e klasse West I  | 4e klasse West II | 4e klasse Zuid I  | 4e klasse Oost    | 4e klasse Noord   |                |                |
| 8      | 5e klasse West I | 5e klasse West II | 5e klasse Zuid I | 5e klasse Zuid II | 5e klasse Oost  | 5e klasse Noord | 5e klasse West I  | 5e klasse West II |                   |                   | 5e klasse Noord   |                |                |
| 9      | 6e klasse West I |                   |                  | 6e klasse Zuid II | 6e klasse Oost  | 6e klasse Noord |                   |                   |                   |                   | 6e klasse Noord   |                |                |
| 10     | 7e klasse West I |                   |                  |                   |                 |                 |                   |                   |                   |                   |                   |                |                |

### 2005–2006
| 1      | Eredivisie       | Eredivisie        | Eredivisie       | Eredivisie        | Eredivisie      | Eredivisie      | Eredivisie        | Eredivisie        | Eredivisie        | Eredivisie        | Eredivisie        | Eredivisie     | Eredivisie     |
| 2      | Eerste divisie   | Eerste divisie    | Eerste divisie   | Eerste divisie    | Eerste divisie  | Eerste divisie  | Eerste divisie    | Eerste divisie    | Eerste divisie    | Eerste divisie    | Eerste divisie    | Eerste divisie | Eerste divisie |
| Niveau | Klasse (zondag)  | Klasse (zondag)   | Klasse (zondag)  | Klasse (zondag)   | Klasse (zondag) | Klasse (zondag) | Klasse (zaterdag) | Klasse (zaterdag) | Klasse (zaterdag) | Klasse (zaterdag) | Klasse (zaterdag) |                |                |
| 3      | Hoofdklasse A    | Hoofdklasse A     | Hoofdklasse B    | Hoofdklasse B     | Hoofdklasse C   | Hoofdklasse C   | Hoofdklasse A     | Hoofdklasse A     | Hoofdklasse B     | Hoofdklasse C     | Hoofdklasse C     |                |                |
| 4      | 1e klasse West I | 1e klasse West II | 1e klasse Zuid I | 1e klasse Zuid II | 1e klasse Oost  | 1e klasse Noord | 1e klasse West I  | 1e klasse West II | 1e klasse Zuid I  | 1e klasse Oost    | 1e klasse Noord   |                |                |
| 5      | 2e klasse West I | 2e klasse West II | 2e klasse Zuid I | 2e klasse Zuid II | 2e klasse Oost  | 2e klasse Noord | 2e klasse West I  | 2e klasse West II | 2e klasse Zuid I  | 2e klasse Oost    | 2e klasse Noord   |                |                |
| 6      | 3e klasse West I | 3e klasse West II | 3e klasse Zuid I | 3e klasse Zuid II | 3e klasse Oost  | 3e klasse Noord | 3e klasse West I  | 3e klasse West II | 3e klasse Zuid I  | 3e klasse Oost    | 3e klasse Noord   |                |                |
| 7      | 4e klasse West I | 4e klasse West II | 4e klasse Zuid I | 4e klasse Zuid II | 4e klasse Oost  | 4e klasse Noord | 4e klasse West I  | 4e klasse West II | 4e klasse Zuid I  | 4e klasse Oost    | 4e klasse Noord   |                |                |
| 8      | 5e klasse West I | 5e klasse West II | 5e klasse Zuid I | 5e klasse Zuid II | 5e klasse Oost  | 5e klasse Noord | 5e klasse West I  | 5e klasse West II |                   |                   | 5e klasse Noord   |                |                |
| 9      | 6e klasse West I |                   |                  | 6e klasse Zuid II | 6e klasse Oost  | 6e klasse Noord |                   |                   |                   |                   | 6e klasse Noord   |                |                |

### 2006–2010
| 1      | Eredivisie       | Eredivisie        | Eredivisie       | Eredivisie        | Eredivisie      | Eredivisie      | Eredivisie        | Eredivisie        | Eredivisie        | Eredivisie        | Eredivisie        | Eredivisie     | Eredivisie     |
| 2      | Eerste divisie   | Eerste divisie    | Eerste divisie   | Eerste divisie    | Eerste divisie  | Eerste divisie  | Eerste divisie    | Eerste divisie    | Eerste divisie    | Eerste divisie    | Eerste divisie    | Eerste divisie | Eerste divisie |
| Niveau | Klasse (zondag)  | Klasse (zondag)   | Klasse (zondag)  | Klasse (zondag)   | Klasse (zondag) | Klasse (zondag) | Klasse (zaterdag) | Klasse (zaterdag) | Klasse (zaterdag) | Klasse (zaterdag) | Klasse (zaterdag) |                |                |
| 3      | Hoofdklasse A    | Hoofdklasse A     | Hoofdklasse B    | Hoofdklasse B     | Hoofdklasse C   | Hoofdklasse C   | Hoofdklasse A     | Hoofdklasse A     | Hoofdklasse B     | Hoofdklasse C     | Hoofdklasse C     |                |                |
| 4      | 1e klasse West I | 1e klasse West II | 1e klasse Zuid I | 1e klasse Zuid II | 1e klasse Oost  | 1e klasse Noord | 1e klasse West I  | 1e klasse West II | 1e klasse Zuid I  | 1e klasse Oost    | 1e klasse Noord   |                |                |
| 5      | 2e klasse West I | 2e klasse West II | 2e klasse Zuid I | 2e klasse Zuid II | 2e klasse Oost  | 2e klasse Noord | 2e klasse West I  | 2e klasse West II | 2e klasse Zuid I  | 2e klasse Oost    | 2e klasse Noord   |                |                |
| 6      | 3e klasse West I | 3e klasse West II | 3e klasse Zuid I | 3e klasse Zuid II | 3e klasse Oost  | 3e klasse Noord | 3e klasse West I  | 3e klasse West II | 3e klasse Zuid I  | 3e klasse Oost    | 3e klasse Noord   |                |                |
| 7      | 4e klasse West I | 4e klasse West II | 4e klasse Zuid I | 4e klasse Zuid II | 4e klasse Oost  | 4e klasse Noord | 4e klasse West I  | 4e klasse West II | 4e klasse Zuid I  | 4e klasse Oost    | 4e klasse Noord   |                |                |
| 8      | 5e klasse West I | 5e klasse West II | 5e klasse Zuid I | 5e klasse Zuid II | 5e klasse Oost  | 5e klasse Noord | 5e klasse West I  | 5e klasse West II |                   |                   | 5e klasse Noord   |                |                |
| 9      | 6e klasse West I |                   |                  | 6e klasse Zuid II | 6e klasse Oost  | 6e klasse Noord |                   |                   |                   |                   | 6e klasse Noord   |                |                |
| 10     |                  |                   |                  |                   |                 |                 |                   |                   |                   |                   | 7e klasse Noord   |                |                |

### 2010–2013
| 1      | Eredivisie       | Eredivisie        | Eredivisie       | Eredivisie        | Eredivisie      | Eredivisie      | Eredivisie        | Eredivisie        | Eredivisie        | Eredivisie        | Eredivisie        | Eredivisie     | Eredivisie     |
| 2      | Eerste divisie   | Eerste divisie    | Eerste divisie   | Eerste divisie    | Eerste divisie  | Eerste divisie  | Eerste divisie    | Eerste divisie    | Eerste divisie    | Eerste divisie    | Eerste divisie    | Eerste divisie | Eerste divisie |
| Niveau | Klasse (zondag)  | Klasse (zondag)   | Klasse (zondag)  | Klasse (zondag)   | Klasse (zondag) | Klasse (zondag) | Klasse (zaterdag) | Klasse (zaterdag) | Klasse (zaterdag) | Klasse (zaterdag) | Klasse (zaterdag) |                |                |
| 3      | Topklasse        | Topklasse         | Topklasse        | Topklasse         | Topklasse       | Topklasse       | Topklasse         | Topklasse         | Topklasse         | Topklasse         | Topklasse         |                |                |
| 4      | Hoofdklasse A    | Hoofdklasse A     | Hoofdklasse B    | Hoofdklasse B     | Hoofdklasse C   | Hoofdklasse C   | Hoofdklasse A     | Hoofdklasse A     | Hoofdklasse B     | Hoofdklasse C     | Hoofdklasse C     |                |                |
| 5      | 1e klasse West I | 1e klasse West II | 1e klasse Zuid I | 1e klasse Zuid II | 1e klasse Oost  | 1e klasse Noord | 1e klasse West I  | 1e klasse West II | 1e klasse Zuid I  | 1e klasse Oost    | 1e klasse Noord   |                |                |
| 6      | 2e klasse West I | 2e klasse West II | 2e klasse Zuid I | 2e klasse Zuid II | 2e klasse Oost  | 2e klasse Noord | 2e klasse West I  | 2e klasse West II | 2e klasse Zuid I  | 2e klasse Oost    | 2e klasse Noord   |                |                |
| 7      | 3e klasse West I | 3e klasse West II | 3e klasse Zuid I | 3e klasse Zuid II | 3e klasse Oost  | 3e klasse Noord | 3e klasse West I  | 3e klasse West II | 3e klasse Zuid I  | 3e klasse Oost    | 3e klasse Noord   |                |                |
| 8      | 4e klasse West I | 4e klasse West II | 4e klasse Zuid I | 4e klasse Zuid II | 4e klasse Oost  | 4e klasse Noord | 4e klasse West I  | 4e klasse West II | 4e klasse Zuid I  | 4e klasse Oost    | 4e klasse Noord   |                |                |
| 9      | 5e klasse West I |                   | 5e klasse Zuid I | 5e klasse Zuid II | 5e klasse Oost  | 5e klasse Noord | 5e klasse West I  |                   |                   |                   | 5e klasse Noord   |                |                |
| 10     | 6e klasse West I |                   |                  | 6e klasse Zuid II | 6e klasse Oost  |                 |                   |                   |                   |                   |                   |                |                |

### 2013–2015
| 1      | Eredivisie       | Eredivisie        | Eredivisie       | Eredivisie        | Eredivisie      | Eredivisie      | Eredivisie        | Eredivisie        | Eredivisie        | Eredivisie        | Eredivisie        | Eredivisie     | Eredivisie     |
| 2      | Eerste divisie   | Eerste divisie    | Eerste divisie   | Eerste divisie    | Eerste divisie  | Eerste divisie  | Eerste divisie    | Eerste divisie    | Eerste divisie    | Eerste divisie    | Eerste divisie    | Eerste divisie | Eerste divisie |
| Niveau | Klasse (zondag)  | Klasse (zondag)   | Klasse (zondag)  | Klasse (zondag)   | Klasse (zondag) | Klasse (zondag) | Klasse (zaterdag) | Klasse (zaterdag) | Klasse (zaterdag) | Klasse (zaterdag) | Klasse (zaterdag) |                |                |
| 3      | Topklasse        | Topklasse         | Topklasse        | Topklasse         | Topklasse       | Topklasse       | Topklasse         | Topklasse         | Topklasse         | Topklasse         | Topklasse         |                |                |
| 4      | Hoofdklasse A    | Hoofdklasse A     | Hoofdklasse B    | Hoofdklasse B     | Hoofdklasse C   | Hoofdklasse C   | Hoofdklasse A     | Hoofdklasse A     | Hoofdklasse B     | Hoofdklasse C     | Hoofdklasse C     |                |                |
| 5      | 1e klasse West I | 1e klasse West II | 1e klasse Zuid I | 1e klasse Zuid II | 1e klasse Oost  | 1e klasse Noord | 1e klasse West I  | 1e klasse West II | 1e klasse Zuid I  | 1e klasse Oost    | 1e klasse Noord   |                |                |
| 6      | 2e klasse West I | 2e klasse West II | 2e klasse Zuid I | 2e klasse Zuid II | 2e klasse Oost  | 2e klasse Noord | 2e klasse West I  | 2e klasse West II | 2e klasse Zuid I  | 2e klasse Oost    | 2e klasse Noord   |                |                |
| 7      | 3e klasse West I | 3e klasse West II | 3e klasse Zuid I | 3e klasse Zuid II | 3e klasse Oost  | 3e klasse Noord | 3e klasse West I  | 3e klasse West II | 3e klasse Zuid I  | 3e klasse Oost    | 3e klasse Noord   |                |                |
| 8      | 4e klasse West I | 4e klasse West II | 4e klasse Zuid I | 4e klasse Zuid II | 4e klasse Oost  | 4e klasse Noord | 4e klasse West I  | 4e klasse West II | 4e klasse Zuid I  | 4e klasse Oost    | 4e klasse Noord   |                |                |
| 9      | 5e klasse West I |                   | 5e klasse Zuid I | 5e klasse Zuid II | 5e klasse Oost  | 5e klasse Noord |                   |                   |                   |                   | 5e klasse Noord   |                |                |
| 10     | 6e klasse West I |                   |                  | 6e klasse Zuid II |                 |                 |                   |                   |                   |                   |                   |                |                |

### 2015–2016
| 1      | Eredivisie       | Eredivisie        | Eredivisie       | Eredivisie        | Eredivisie      | Eredivisie      | Eredivisie        | Eredivisie        | Eredivisie        | Eredivisie        | Eredivisie        | Eredivisie     | Eredivisie     |
| 2      | Eerste divisie   | Eerste divisie    | Eerste divisie   | Eerste divisie    | Eerste divisie  | Eerste divisie  | Eerste divisie    | Eerste divisie    | Eerste divisie    | Eerste divisie    | Eerste divisie    | Eerste divisie | Eerste divisie |
| Niveau | Klasse (zondag)  | Klasse (zondag)   | Klasse (zondag)  | Klasse (zondag)   | Klasse (zondag) | Klasse (zondag) | Klasse (zaterdag) | Klasse (zaterdag) | Klasse (zaterdag) | Klasse (zaterdag) | Klasse (zaterdag) |                |                |
| 3      | Topklasse        | Topklasse         | Topklasse        | Topklasse         | Topklasse       | Topklasse       | Topklasse         | Topklasse         | Topklasse         | Topklasse         | Topklasse         |                |                |
| 4      | Hoofdklasse A    | Hoofdklasse A     | Hoofdklasse B    | Hoofdklasse B     | Hoofdklasse C   | Hoofdklasse C   | Hoofdklasse A     | Hoofdklasse A     | Hoofdklasse B     | Hoofdklasse C     | Hoofdklasse C     |                |                |
| 5      | 1e klasse West I | 1e klasse West II | 1e klasse Zuid I | 1e klasse Zuid II | 1e klasse Oost  | 1e klasse Noord | 1e klasse West I  | 1e klasse West II | 1e klasse Zuid I  | 1e klasse Oost    | 1e klasse Noord   |                |                |
| 6      | 2e klasse West I | 2e klasse West II | 2e klasse Zuid I | 2e klasse Zuid II | 2e klasse Oost  | 2e klasse Noord | 2e klasse West I  | 2e klasse West II | 2e klasse Zuid I  | 2e klasse Oost    | 2e klasse Noord   |                |                |
| 7      | 3e klasse West I | 3e klasse West II | 3e klasse Zuid I | 3e klasse Zuid II | 3e klasse Oost  | 3e klasse Noord | 3e klasse West I  | 3e klasse West II | 3e klasse Zuid I  | 3e klasse Oost    | 3e klasse Noord   |                |                |
| 8      | 4e klasse West I | 4e klasse West II | 4e klasse Zuid I | 4e klasse Zuid II | 4e klasse Oost  | 4e klasse Noord | 4e klasse West I  | 4e klasse West II | 4e klasse Zuid I  | 4e klasse Oost    | 4e klasse Noord   |                |                |
| 9      | 5e klasse West I |                   | 5e klasse Zuid I | 5e klasse Zuid II | 5e klasse Oost  | 5e klasse Noord |                   |                   |                   |                   | 5e klasse Noord   |                |                |

### 2016–2022
| 1      | Eredivisie                | Eredivisie                | Eredivisie                | Eredivisie                | Eredivisie                | Eredivisie                | Eredivisie                  | Eredivisie                  | Eredivisie                  | Eredivisie                  | Eredivisie                  | Eredivisie               | Eredivisie               |
| 2      | Eerste divisie            | Eerste divisie            | Eerste divisie            | Eerste divisie            | Eerste divisie            | Eerste divisie            | Eerste divisie              | Eerste divisie              | Eerste divisie              | Eerste divisie              | Eerste divisie              | Eerste divisie           | Eerste divisie           |
| Niveau | Landelijk amateurvoetbal  | Landelijk amateurvoetbal  | Landelijk amateurvoetbal  | Landelijk amateurvoetbal  | Landelijk amateurvoetbal  | Landelijk amateurvoetbal  | Landelijk amateurvoetbal    | Landelijk amateurvoetbal    | Landelijk amateurvoetbal    | Landelijk amateurvoetbal    | Landelijk amateurvoetbal    | Landelijk amateurvoetbal | Landelijk amateurvoetbal |
| 3      | Tweede divisie            | Tweede divisie            | Tweede divisie            | Tweede divisie            | Tweede divisie            | Tweede divisie            | Tweede divisie              | Tweede divisie              | Tweede divisie              | Tweede divisie              | Tweede divisie              | Tweede divisie           | Tweede divisie           |
| 4      | Derde divisie zaterdag    | Derde divisie zaterdag    | Derde divisie zaterdag    | Derde divisie zaterdag    | Derde divisie zaterdag    | Derde divisie zaterdag    | Derde divisie zondag        | Derde divisie zondag        | Derde divisie zondag        | Derde divisie zondag        | Derde divisie zondag        |                          |                          |
| 5      | Hoofdklasse A (zondag)    | Hoofdklasse A (zondag)    | Hoofdklasse A (zondag)    | Hoofdklasse B (zondag)    | Hoofdklasse B (zondag)    | Hoofdklasse B (zondag)    | Hoofdklasse A (zaterdag)    | Hoofdklasse A (zaterdag)    | Hoofdklasse A (zaterdag)    | Hoofdklasse B (zaterdag)    | Hoofdklasse B (zaterdag)    |                          |                          |
| Niveau | District klassen (zondag) | District klassen (zondag) | District klassen (zondag) | District klassen (zondag) | District klassen (zondag) | District klassen (zondag) | District klassen (zaterdag) | District klassen (zaterdag) | District klassen (zaterdag) | District klassen (zaterdag) | District klassen (zaterdag) |                          |                          |
| 6      | 1e klasse West I          | 1e klasse West II         | 1e klasse Zuid I          | 1e klasse Zuid II         | 1e klasse Oost            | 1e klasse Noord           | 1e klasse West I            | 1e klasse West II           | 1e klasse Zuid I            | 1e klasse Oost              | 1e klasse Noord             |                          |                          |
| 7      | 2e klasse West I          | 2e klasse West II         | 2e klasse Zuid I          | 2e klasse Zuid II         | 2e klasse Oost            | 2e klasse Noord           | 2e klasse West I            | 2e klasse West II           | 2e klasse Zuid I            | 2e klasse Oost              | 2e klasse Noord             |                          |                          |
| 8      | 3e klasse West I          | 3e klasse West II         | 3e klasse Zuid I          | 3e klasse Zuid II         | 3e klasse Oost            | 3e klasse Noord           | 3e klasse West I            | 3e klasse West II           | 3e klasse Zuid I            | 3e klasse Oost              | 3e klasse Noord             |                          |                          |
| 9      | 4e klasse West I          | 4e klasse West II         | 4e klasse Zuid I          | 4e klasse Zuid II         | 4e klasse Oost            | 4e klasse Noord           | 4e klasse West I            | 4e klasse West II           | 4e klasse Zuid I            | 4e klasse Oost              | 4e klasse Noord             |                          |                          |
| 10     | 5e klasse West I          |                           | 5e klasse Zuid I          | 5e klasse Zuid II         | 5e klasse Oost            | 5e klasse Noord           |                             |                             |                             |                             | 5e klasse Noord             |                          |                          |

### 2022–2023
| 1      | Eredivisie                  | Eredivisie                  | Eredivisie                  | Eredivisie                  | Eredivisie                  | Eredivisie                  | Eredivisie                  | Eredivisie                  | Eredivisie                  | Eredivisie                  | Eredivisie               | Eredivisie               |
| 2      | Eerste divisie              | Eerste divisie              | Eerste divisie              | Eerste divisie              | Eerste divisie              | Eerste divisie              | Eerste divisie              | Eerste divisie              | Eerste divisie              | Eerste divisie              | Eerste divisie           | Eerste divisie           |
| Niveau | Landelijk amateurvoetbal    | Landelijk amateurvoetbal    | Landelijk amateurvoetbal    | Landelijk amateurvoetbal    | Landelijk amateurvoetbal    | Landelijk amateurvoetbal    | Landelijk amateurvoetbal    | Landelijk amateurvoetbal    | Landelijk amateurvoetbal    | Landelijk amateurvoetbal    | Landelijk amateurvoetbal | Landelijk amateurvoetbal |
| 3      | Tweede divisie              | Tweede divisie              | Tweede divisie              | Tweede divisie              | Tweede divisie              | Tweede divisie              | Tweede divisie              | Tweede divisie              | Tweede divisie              | Tweede divisie              | Tweede divisie           | Tweede divisie           |
| 4      | Derde divisie A (zaterdag)  | Derde divisie A (zaterdag)  | Derde divisie A (zaterdag)  | Derde divisie A (zaterdag)  | Derde divisie A (zaterdag)  | Derde divisie B (zondag)    | Derde divisie B (zondag)    | Derde divisie B (zondag)    | Derde divisie B (zondag)    | Derde divisie B (zondag)    |                          |                          |
| 5      | Vierde divisie A (zaterdag) | Vierde divisie A (zaterdag) | Vierde divisie A (zaterdag) | Vierde divisie B (zaterdag) | Vierde divisie B (zaterdag) | Vierde divisie A (zondag)   | Vierde divisie A (zondag)   | Vierde divisie A (zondag)   | Vierde divisie B (zondag)   | Vierde divisie B (zondag)   |                          |                          |
| Niveau | District klassen (zondag)   | District klassen (zondag)   | District klassen (zondag)   | District klassen (zondag)   | District klassen (zondag)   | District klassen (zaterdag) | District klassen (zaterdag) | District klassen (zaterdag) | District klassen (zaterdag) | District klassen (zaterdag) |                          |                          |
| 6      | 1e klasse West I            | 1e klasse Zuid I            | 1e klasse Zuid II           | 1e klasse Oost              | 1e klasse Noord             | 1e klasse West I            | 1e klasse West II           | 1e klasse Zuid I            | 1e klasse Oost              | 1e klasse Noord             |                          |                          |
| 7      | 2e klasse West I            | 2e klasse Zuid I            | 2e klasse Zuid II           | 2e klasse Oost              | 2e klasse Noord             | 2e klasse West I            | 2e klasse West II           | 2e klasse Zuid I            | 2e klasse Oost              | 2e klasse Noord             |                          |                          |
| 8      | 3e klasse West I            | 3e klasse Zuid I            | 3e klasse Zuid II           | 3e klasse Oost              | 3e klasse Noord             | 3e klasse West I            | 3e klasse West II           | 3e klasse Zuid I            | 3e klasse Oost              | 3e klasse Noord             |                          |                          |
| 9      | 4e klasse West I            | 4e klasse Zuid I            | 4e klasse Zuid II           | 4e klasse Oost              | 4e klasse Noord             | 4e klasse West I            | 4e klasse West II           | 4e klasse Zuid I            | 4e klasse Oost              | 4e klasse Noord             |                          |                          |
| 10     | 5e klasse West I            | 5e klasse Zuid I            | 5e klasse Zuid II           | 5e klasse Oost              | 5e klasse Noord             | 5e klasse West I            | 5e klasse West II           |                             |                             | 5e klasse Noord             |                          |                          |